# Liste der Biografien/Bour
Liste der Biografien |
Portal Biografien |
Personensuche
# |
A |
B |
C |
D |
E |
F |
G |
H |
I |
J |
K |
L |
M |
N |
O |
P |
Q |
R |
S |
T |
U |
V |
W |
X |
Y |
Z |
?
 
Ba |
Be |
Bd |
Bg |
Bh |
Bi |
Bj |
Bl |
Bm |
Bn |
Bo |
Br |
Bs |
Bu |
Bw |
By |
Bz
 
Boa–Boc |
Bod |
Boe |
Bof |
Bog |
Boh |
Boi–Bok |
Bol |
Bom |
Bon |
Boo |
Bop |
Boq |
Bor |
Bos |
Bot |
Bou |
Bov–Boz
 
Boua |
Boub |
Bouc |
Boud |
Boue |
Bouf |
Boug |
Bouh |
Boui |
Bouj |
Bouk |
Boul |
Boum |
Boun |
Boup |
Bouq |
Bour |
Bous |
Bout |
Bouu |
Bouv |
Bouw |
Boux |
Bouy |
Bouz
Die Liste der Biografien führt alle Personen auf, die in der deutschsprachigen Wikipedia einen Artikel haben. Dieses ist eine Teilliste mit 471 Einträgen von Personen, deren Namen mit den Buchstaben „Bour“ beginnt.

## Bour
- Bour, Edmond (1832–1866), französischer Mathematiker
- Bour, Ernest (1913–2001), französischer Dirigent
- Bour, Igor (* 1984), moldauischer Gewichtheber
- Bour, Roger (1947–2020), französischer Herpetologe
- Bour, Uschi (* 1950), deutsche Schauspielerin

### Boura
- Boura, Ewa (* 1954), griechisch-deutsche Lyrikerin
- Boura, Ismaël (* 2000), französisch-komorischer Fußballspieler
- Bourabia, Mehdi (* 1991), französischer Fußballspieler marokkanischer Abstammung
- Bouraine, Marcel (1886–1948), französischer Bildhauer
- Bouramdane, Abderrahime (* 1978), marokkanischer Marathonläufer
- Bourani, Andreas (* 1983), deutscher LiedermacherAndreas Bourani (* 1983)

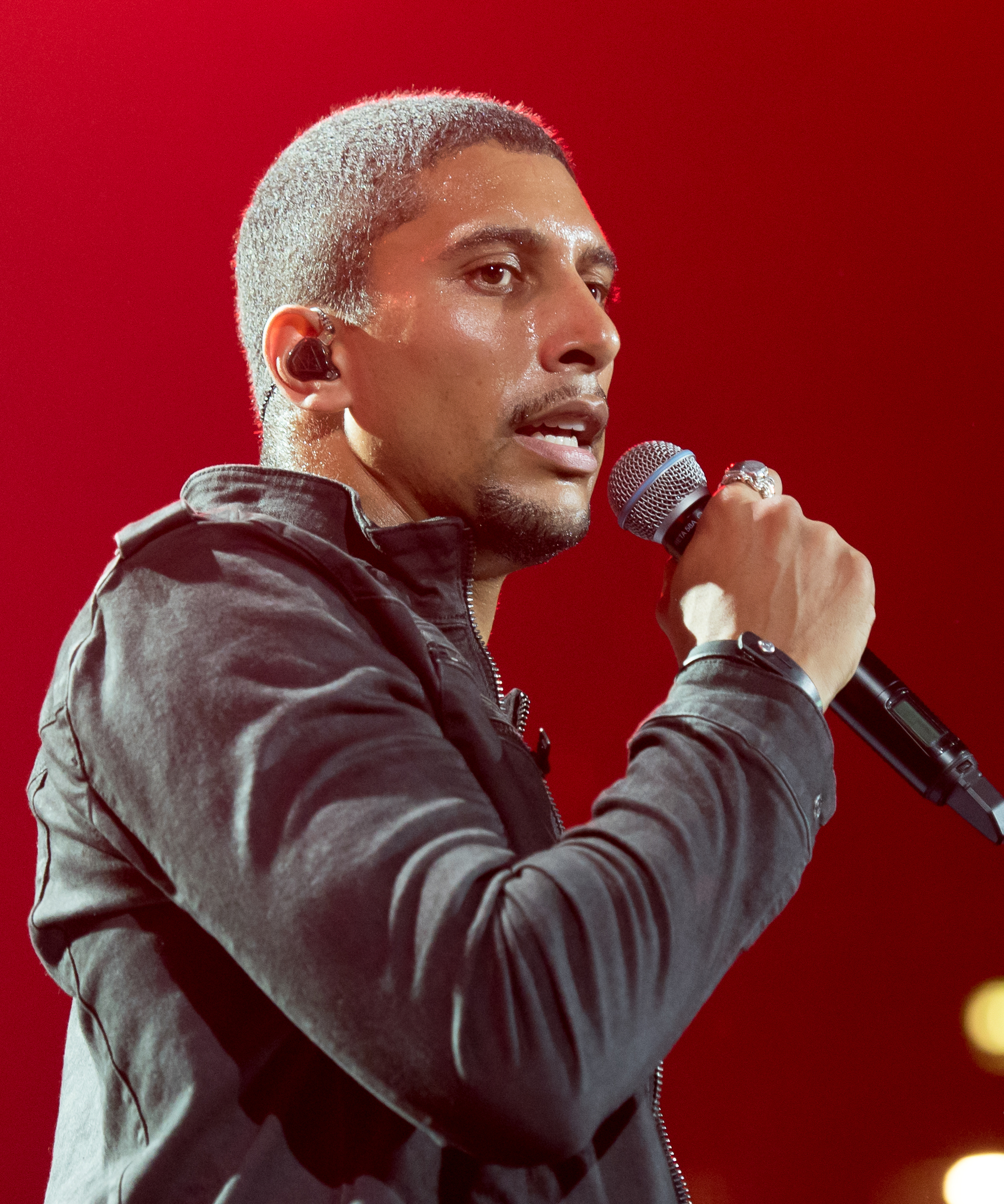
Andreas Bourani (* 1983)

- Bouraoui, Nina (* 1967), französische Schriftstellerin
- Bouras, Djamel (* 1971), französischer Judoka
- Bouras, Marina (* 1970), dänisch-griechische Schauspielerin
- Bouras, Zahra (* 1987), algerische Mittelstreckenläuferin
- Bourassa, François (* 1959), kanadischer Jazzmusiker (Piano, Komposition)
- Bourassa, Robert (1933–1996), kanadischer Politiker

### Bourb
- Bourbaki, Charles Denis (1816–1897), französischer General
- Bourban, Louis (1917–1999), Schweizer Skilangläufer
- Bourban, Pierre (1854–1920), Schweizer Augustiner-Chorherr, Prior der Abtei Saint-Maurice und Amateurarchäologe
- Bourbeck, Christine (1894–1974), deutsche Theologin, Lehrerin, Religionspädagogin, Schuldirektorin
- Bourbeillon, Patrick (1947–2015), französischer Sprinter
- Bourbin, Mathilde (* 1989), französische Schauspielerin und Drehbuchautorin
- Bourbon Busset, Jacques de (1912–2001), französischer Schriftsteller und Diplomat
- Bourbon del Monte, Francesco Maria (1549–1627), belgischer katholischer Priester, Altorientalist und Religionshistoriker, Bischof und Kardinal
- Bourbon, Anne Henriette de (1727–1752), Prinzessin von Frankreich, Tochter von König Ludwig XV. von Frankreich
- Bourbon, Armand de, prince de Conti (1629–1666), französischer Adliger
- Bourbon, Blanche von (1339–1361), Königin von Kastilien und Leon
- Bourbon, Carlos Maria de (1870–1949), Mitglied aus dem Haus Bourbon
- Bourbon, César de (1594–1665), französischer Politiker und AdmiralCésar de Bourbon, duc de Vendôme (1594–1665)

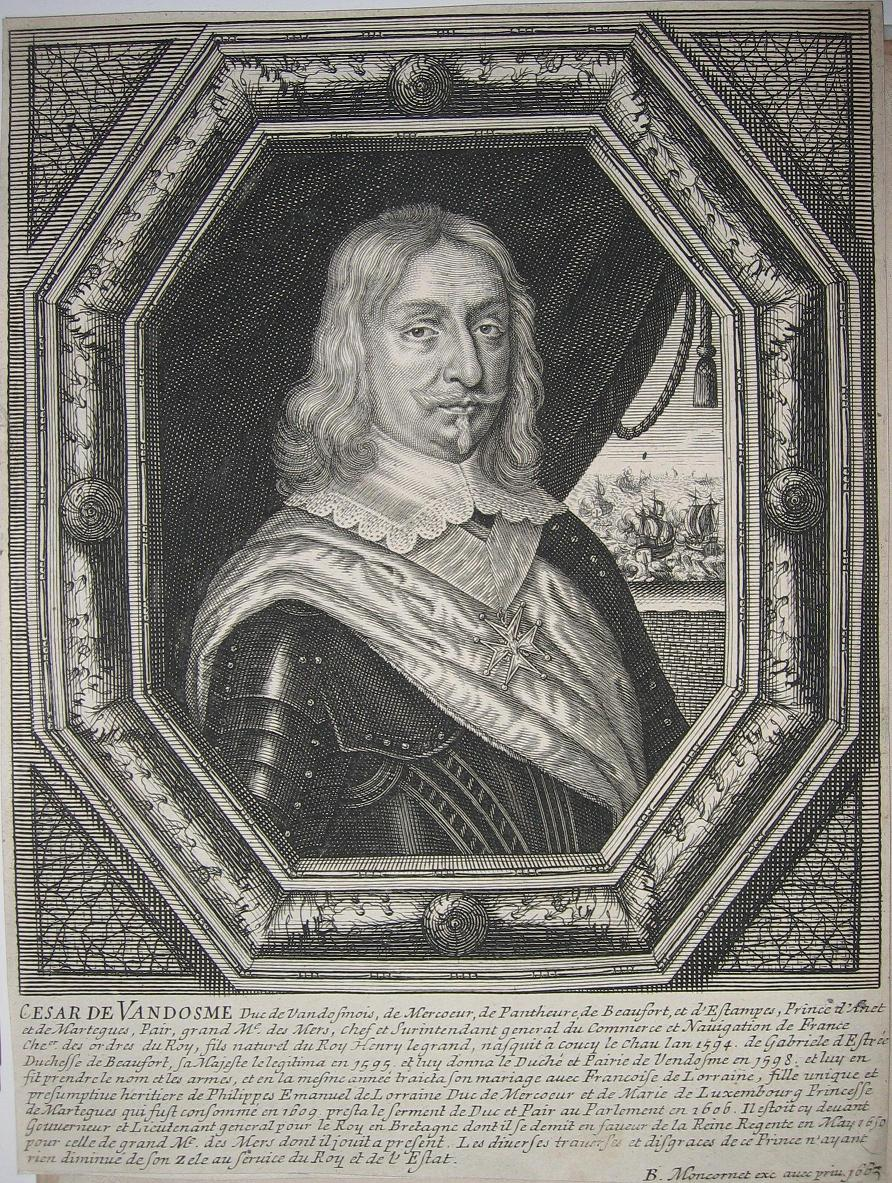
César de Bourbon, duc de Vendôme (1594–1665)

- Bourbon, Charles de, comte de Soissons (1566–1612), Graf von Soissons
- Bourbon, Charles de, duc de Berry (1686–1714), Herzog von Berry und Anwärter auf den französischen Thron
- Bourbon, Charles II. de (1433–1488), Erzbischof von Lyon; Kardinal; Herzog von Bourbon; Graf von Clermont-en-Beauvaisis; Herzog von Auvergne; Graf von Forez
- Bourbon, Denice (* 1976), schwedisch-österreichische Performancekünstlerin und Autorin
- Bourbon, Edgar von († 1932), Mordopfer
- Bourbon, Élisabeth de (1602–1644), Königin von Spanien und Portugal, Prinzessin von Frankreich
- Bourbon, François de, duc de Beaufort (1616–1669), Dritter Herzog von Beaufort und Pair von Frankreich
- Bourbon, François de, prince de Conti (1558–1614), Fürst von Chateau-Regnault; Ritter der königlichen Orden; Gouverneur der Auvergne, von Paris und der Dauphiné
- Bourbon, François Louis de, prince de Conti (1664–1709), Fürst von Conti
- Bourbon, Françoise Marie de (1677–1749), durch Heirat Herzogin von Chartres und OrléansFrançoise Marie de Bourbon (1677–1749)

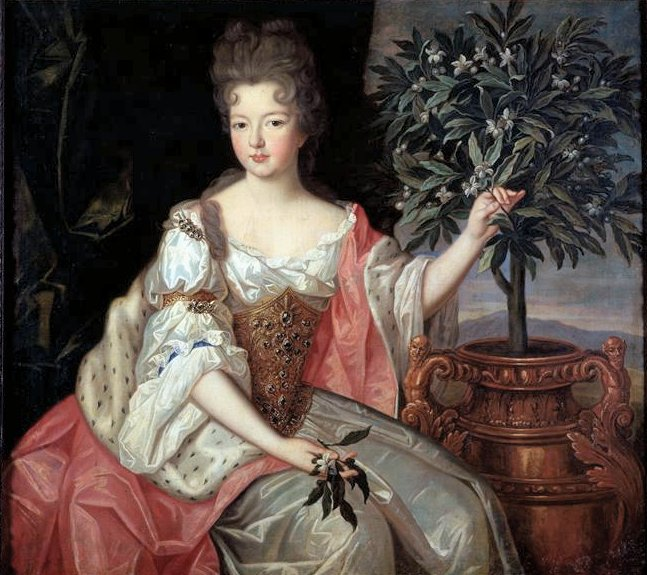
Françoise Marie de Bourbon (1677–1749)

- Bourbon, Henri de, duc de Montpensier (1573–1608), Herzog von Montpensier, Châtellerault und Saint-Fargeau; französischer Heerführer
- Bourbon, Henri de, duc de Verneuil (1601–1682), Bischof von Metz, Herzog und Pair von Frankreich, natürlicher Sohn Heinrichs IV.
- Bourbon, Henri I. de, prince de Condé (1552–1588), französischer Feldherr
- Bourbon, Henri II. de, prince de Condé (1588–1646), Prinz von Condé
- Bourbon, Isabelle de (1437–1465), durch Heirat Herzogin von Burgund
- Bourbon, Jean de († 1485), Abt von Cluny (1456–1480)
- Bourbon, Jeanne de († 1512), französische Adlige
- Bourbon, Louis Alphonse de (* 1974), spanischer Adeliger, Oberhaupt der französischen Linie des Hauses Bourbon
- Bourbon, Louis Armand I. de, prince de Conti (1661–1685), Fürst von Conti
- Bourbon, Louis Armand II. de, prince de Conti (1695–1727), Fürst von Conti
- Bourbon, Louis Auguste de (1700–1755), Herzog von Maine und Fürst von Dombes
- Bourbon, Louis Auguste de, duc du Maine (1670–1736), Sohn des französischen Königs Ludwig XIV.
- Bourbon, Louis Bâtard de († 1487), französischer Militär und Admiral von Frankreich
- Bourbon, Louis Charles de, comte d’Eu (1701–1775), Fürst von Dombes
- Bourbon, Louis de dauphin de Viennois (1661–1711), französischer Thronfolger, Sohn Ludwigs XIV.Louis de Bourbon, dauphin de France (1661–1711)

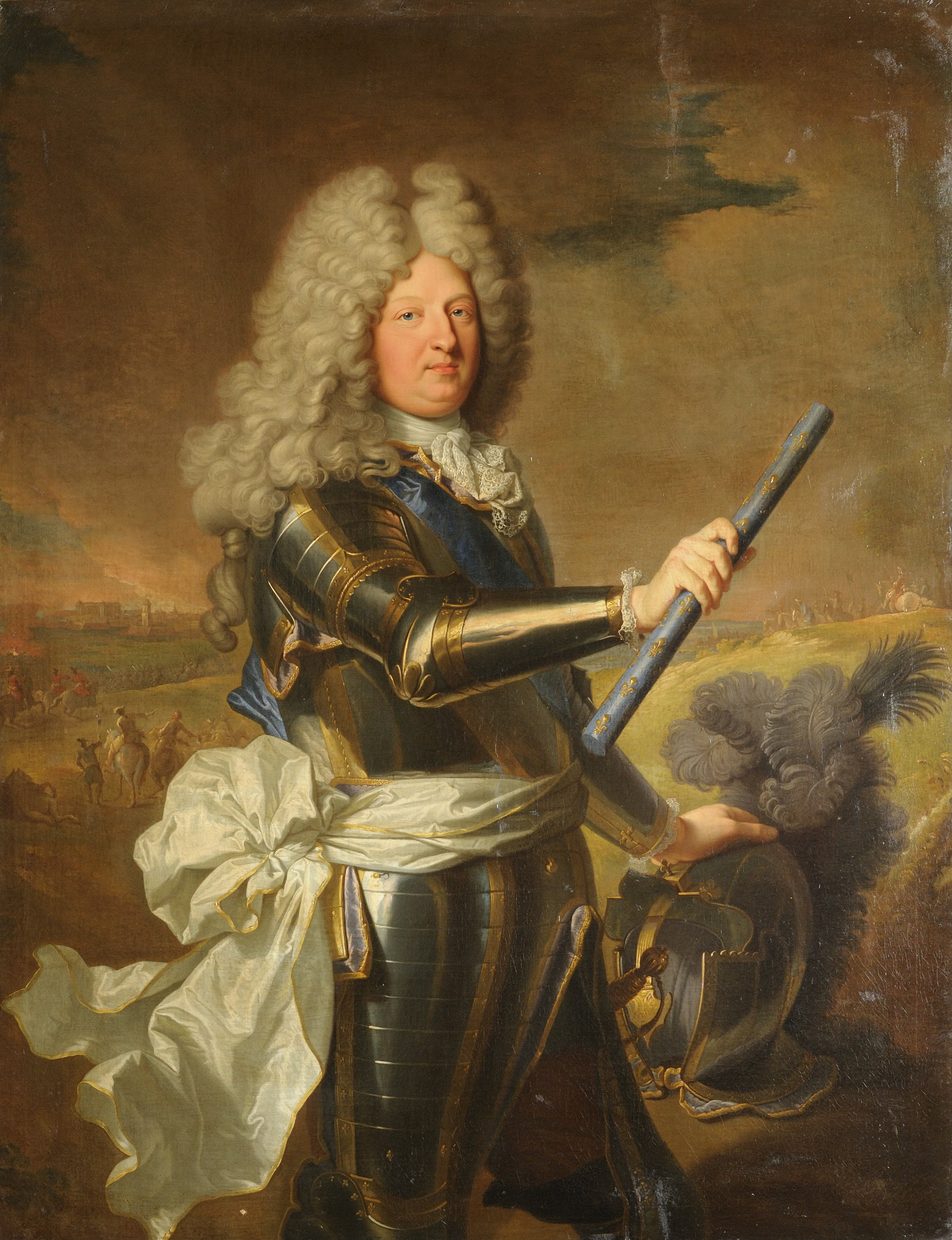
Louis de Bourbon, dauphin de France (1661–1711)

- Bourbon, Louis de, comte de Clermont (1709–1771), französischer Kirchenmann, General und Libertin; Oberbefehlshaber der Rheinarmee im Siebenjährigen Krieg
- Bourbon, Louis de, comte de Soissons (1604–1641), Großmeister von Frankreich und Gouverneur der Dauphiné, der Champagne und von Brie
- Bourbon, Louis Ferdinand de, dauphin de Viennois (1729–1765), Dauphin von Frankreich
- Bourbon, Louis François II. de, prince de Conti (1734–1814), Fürst von Conti, letztes Mitglied des Hauses Conti
- Bourbon, Louis I. de (1612–1669), Herzog von Vendôme und Kardinal
- Bourbon, Louis I. de, prince de Condé (1530–1569), französischer Feldherr
- Bourbon, Louis II. de, prince de Condé (1621–1686), französischer FeldherrLouis II. de Bourbon, prince de Condé (1621–1686)

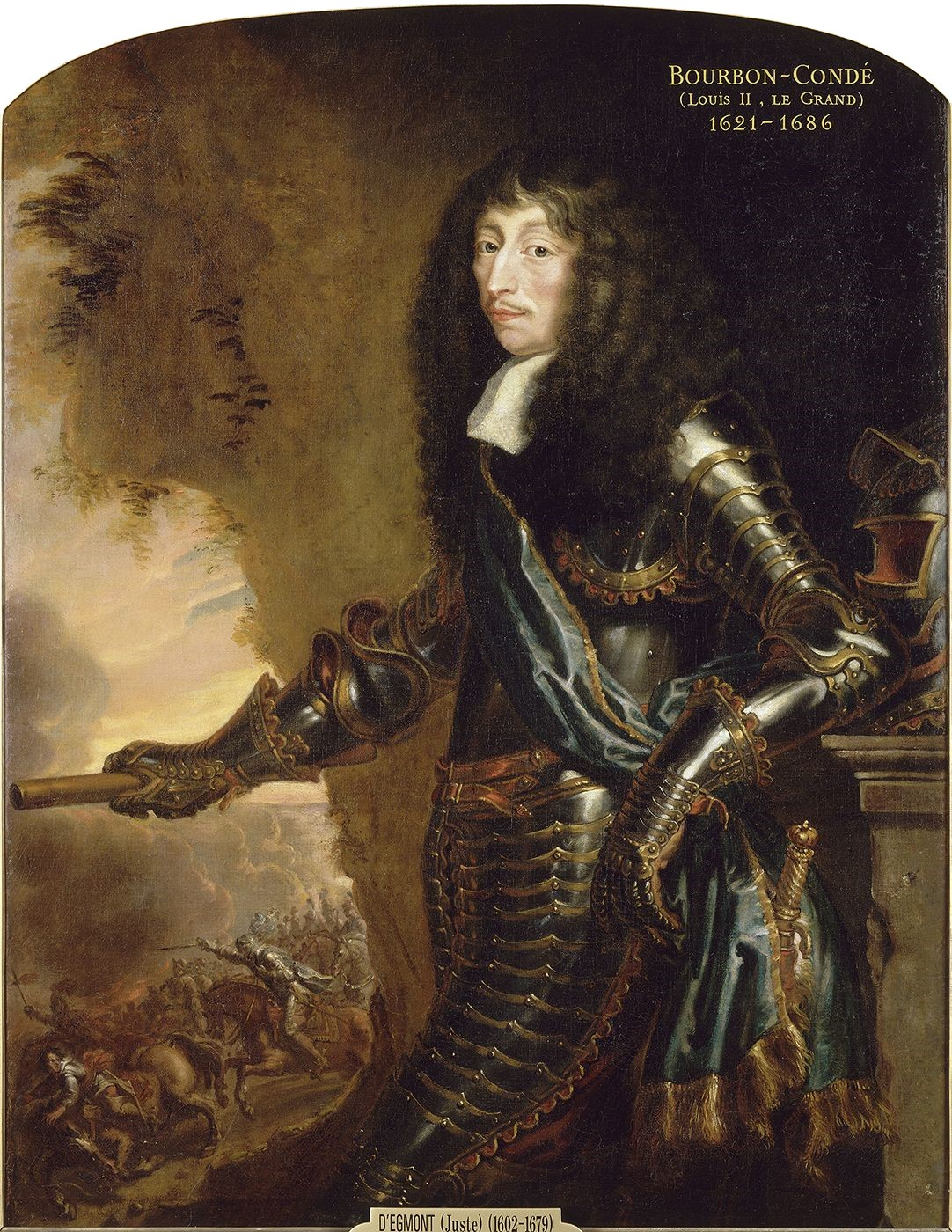
Louis II. de Bourbon, prince de Condé (1621–1686)

- Bourbon, Louis III. de, prince de Condé (1668–1710), französischer Hochadliger und Militär; Erster Prinz von Geblüt; Gouverneur von Burgund
- Bourbon, Louis IV. Henri de, prince de Condé (1692–1740), französischer Prinz von Geblüt, Präsident des Regentschaftsrats, Großhofmeister des königlichen Hauses
- Bourbon, Louis V. Joseph de, prince de Condé (1736–1818), General der französischen Armee
- Bourbon, Louis VI. Henri Joseph de, prince de Condé (1756–1830), Fürst von Condé
- Bourbon, Louise Bénédicte de (1676–1753), französische Adlige und Schriftstellerin
- Bourbon, Louise Françoise de (1673–1743), Tochter König Ludwigs XIV.
- Bourbon, Marie de (1605–1627), Herzogin von Montpensier
- Bourbon, Marie de, comtesse de Soissons (1606–1692), französische Aristokratin
- Bourbon, Nicolas der Jüngere (1574–1644), französischer Oratorianer, Gräzist, neulateinischer Schriftsteller, Literat und Mitglied der Académie française
- Bourbon, Nicolas, der Ältere (1503–1550), französischer neulateinischer Dichter
- Bourbon-Beaujeu, Suzanne de (1491–1521), Herzogin von Bourbon und Auvergne, Gräfin von Clermont, Forez und La Marche, Herrin von Beaujeu
- Bourbon-Condé, Anne Geneviève de (1619–1679), Herzogin von Longueville, Fürstin von Neufchatel
- Bourbon-Condé, Éléonore de (1587–1619), Tochter von Henri I. de Bourbon und seiner zweiten Frau Charlotte de la Trémoille
- Bourbon-Condé, Louis Antoine Henri de, duc d’Enghien (1772–1804), französischer Herzog
- Bourbon-Condé, Louise-Adélaïde de (1757–1824), französische Prinzessin und benediktinische Klostergründerin
- Bourbon-Condé, Marie Gabrielle Éléonore de (1690–1760), französische Äbtissin
- Bourbon-Condé, Marie Thérèse de (1666–1732), französische Adlige, durch Heirat Fürstin von Conti
- Bourbon-Condé, Marie-Anne de (1697–1741), Surintendante de la Maison de la Reine
- Bourbon-Conti, Louise Henriette de (1726–1759), französische Prinzessin und durch Heirat Herzogin von Chartres und d’Orléans
- Bourbon-Montpensier, Charles III. de (1490–1527), französischer Heerführer; Herzog von Bourbon-Montpensier
- Bourbon-Montpensier, Charlotte de († 1582), dritte Ehefrau Wilhelms I. von Oranien-Nassau, Gräfin von Nassau, Fürstin von Oranien
- Bourbon-Montpensier, Gilbert de (1443–1496), französischer Heerführer, Graf von Bourbon-Montpensier
- Bourbon-Parma, Anna von (1923–2016), rumänische Adelige, Frau des letzten Königs von Rumänien
- Bourbon-Parma, Carlos Hugo von (1930–2010), spanischer Adeliger, Herzog von Bourbon-ParmaCarlos Hugo von Bourbon-Parma (1930–2010)

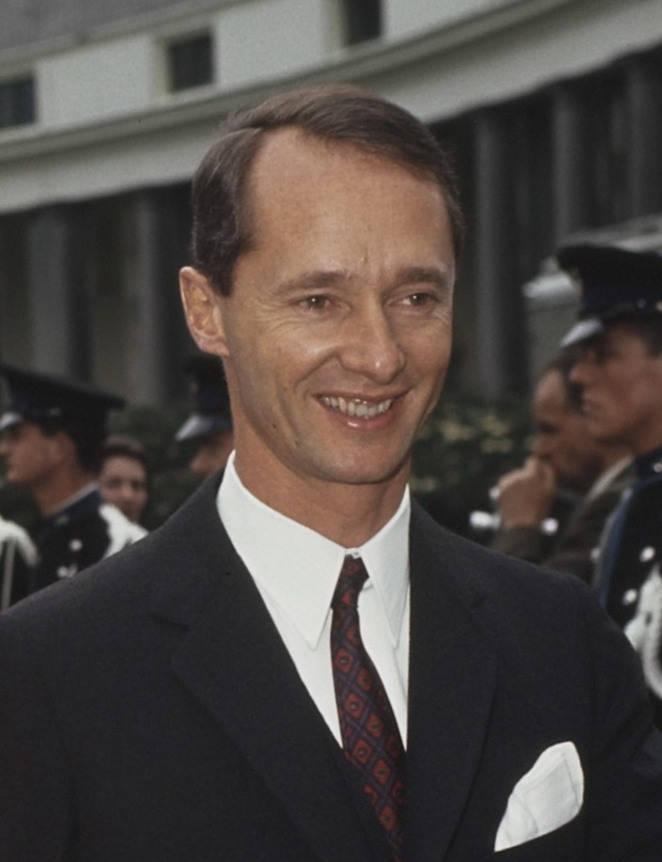
Carlos Hugo von Bourbon-Parma (1930–2010)

- Bourbon-Parma, Elias von (1880–1959), österreichischer Adliger
- Bourbon-Parma, Felix von (1893–1970), Prinz von Luxemburg
- Bourbon-Parma, Franz Xaver von (1889–1977), Titularherzog von Parma, Piacenza und Guastalla
- Bourbon-Parma, Isabella von (1741–1763), Prinzessin von Bourbon-Parma und Erzherzogin von Österreich
- Bourbon-Parma, Jaime Bernardo von (* 1972), niederländischer Adeliger, Herzog von Bourbon-Parma, Botschafter beim Heiligen Stuhl
- Bourbon-Parma, Michel de (1926–2018), französischer Geschäftsmann und Automobilrennfahrer
- Bourbon-Parma, René von (1894–1962), Mitglied des Hauses Bourbon-Parma
- Bourbon-Parma, Sixto von (* 1940), spanischer Adeliger, Mitglied des Hauses Bourbon-Parma und Herzog von Aranjuez; sowie carlistischer Gegenprätendent
- Bourbon-Parma, Sixtus von (1886–1934), belgischer Offizier
- Bourbon-Parma, Zita von (1892–1989), letzte Kaiserin Österreichs und Königin von UngarnZita von Bourbon-Parma (1892–1989)

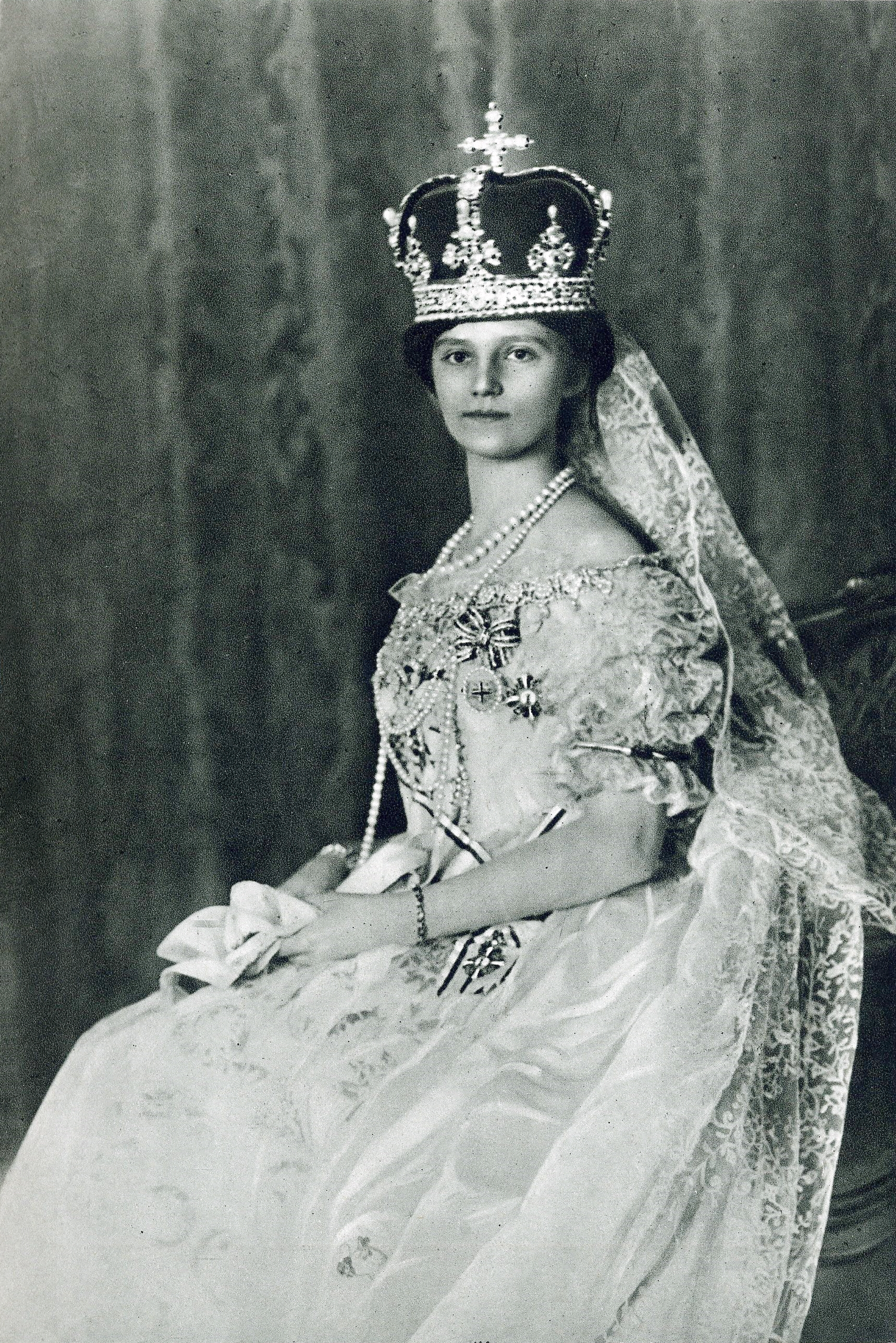
Zita von Bourbon-Parma (1892–1989)

- Bourbon-Penthièvre, Louise Marie Adélaïde de (1753–1821), französische Adlige und durch Heirat Herzogin von Orléans
- Bourbon-Saint-Pol, François I. de (1491–1545), französischer Adliger und Militär, Gouverneur von Paris, Gouverneur der Dauphiné, Generalleutnant
- Bourbon-Saint-Pol, Marie de (1539–1601), Gräfin von Saint-Pol, Herzogin von Estouteville, Regentin von Neuenburg
- Bourbon-Sizilien, Maria Antonia von (1851–1938), Prinzessin von Bourbon-Sizilien
- Bourbon-Sizilien, Maria Christina von (1877–1947), Prinzessin von Bourbon-Sizilien, Erzherzogin von Österreich-Toskana
- Bourbon-Sizilien, Maria Theresia von (1867–1909), Prinzessin von Bourbon-Sizilien und Fürstin von Hohenzollern
- Bourbon-Vendôme, Françoise de (1539–1587), protestantische Adlige
- Bourbon-Vendôme, Louis de (1493–1557), französischer Adliger und Kleriker, Kardinal
- Bourbon-Vendôme, Marguerite de (1516–1559), französische Adlige
- Bourbon-Vendôme, Marie de (1515–1538), französische Adlige
- Bourbotte, François (1913–1972), französischer Fußballspieler und -trainer
- Bourbou, Christina (* 2000), griechische Ruderin
- Bourboulon, Jacques (* 1946), französischer Fotograf
- Bourboulon, Martin (* 1979), französischer Regisseur und Drehbuchautor

### Bourc
- Bourcart, Charles-Daniel (1860–1940), Schweizer Diplomat und Bankmanager
- Bource, Henri Jacques (1826–1899), belgischer Porträt-, Genre- und Historienmaler
- Bource, Ludovic (* 1970), französischer Filmkomponist und Arrangeur
- Bourceanu, Alexandru (* 1985), rumänischer Fußballspieler
- Bourchier of Horsley, Thomas († 1512), englischer Ritter
- Bourchier, Anne, 7. Baroness Bourchier († 1571), englische Adlige
- Bourchier, Edward († 1460), englischer Ritter
- Bourchier, Harry (* 1996), australischer Tennisspieler
- Bourchier, Henry, 1. Earl of Essex († 1483), englischer Adliger
- Bourchier, Humphrey († 1471), englischer Ritter
- Bourchier, Humphry, 1. Baron Cromwell († 1471), englischer Adeliger
- Bourchier, John, 1. Baron Berners († 1474), englischer Peer
- Bourchier, John, 2. Baron Berners († 1533), englischer Adliger und Politiker
- Bourchier, Thomas († 1491), englischer Adliger
- Bourchier, Thomas († 1486), Erzbischof von Canterbury und Lordkanzler
- Bourchier, William, 1. Count of Eu († 1420), englischer Ritter und Graf von Eu
- Bourchier, William, Viscount Bourchier, englischer Adliger
- Bourcier, Jules (1797–1873), französischer Ornithologe
- Bourcier, Roger (1898–1959), französischer Autorennfahrer
- Bourciez, Édouard (1854–1946), französischer Romanist und Gaskognist
- Bourciez, Jean (1894–1969), französischer Romanist

### Bourd
- Bourdain, Anthony (1956–2018), US-amerikanischer Koch, Buchautor und FernsehmoderatorAnthony Bourdain (1956–2018)

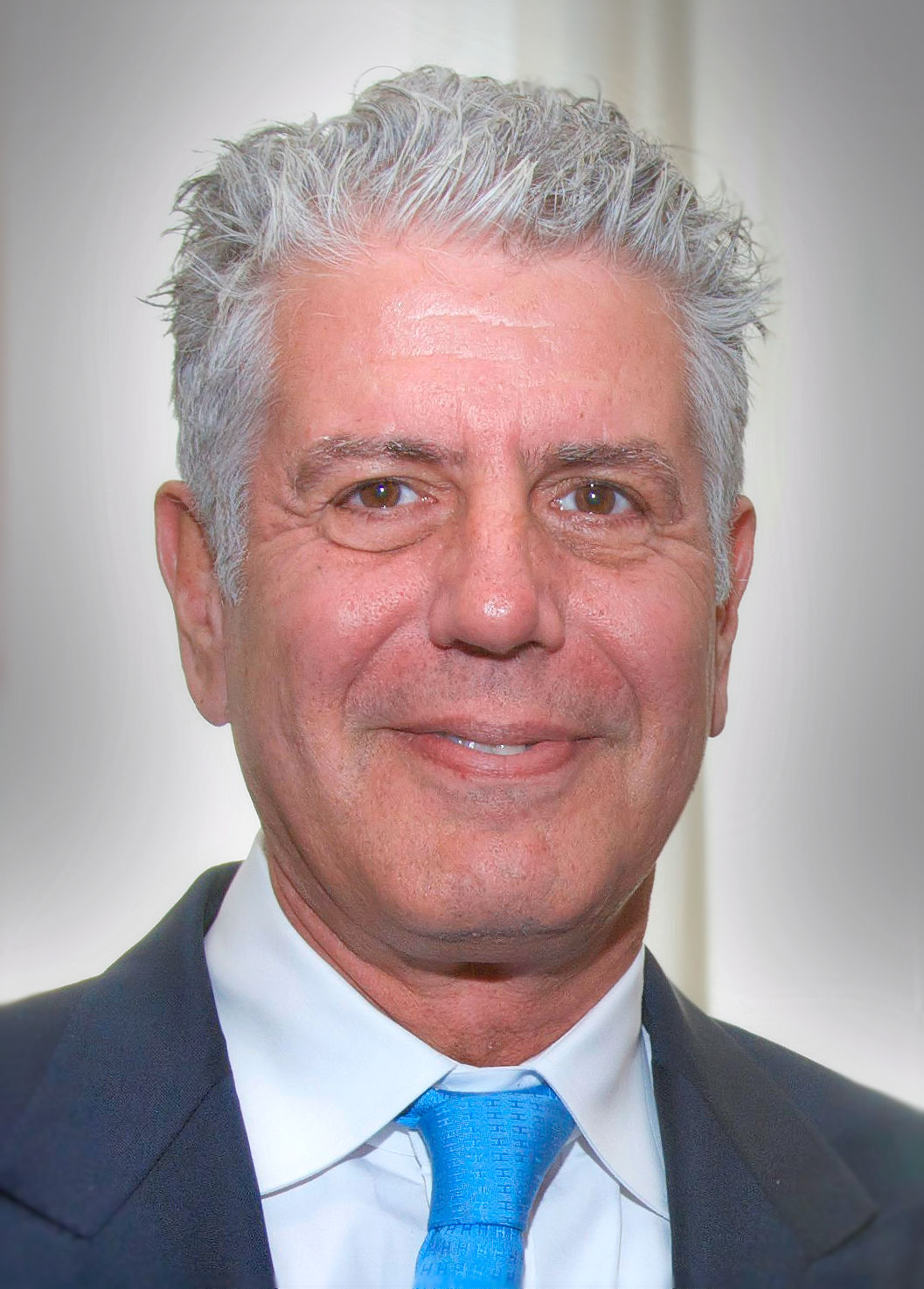
Anthony Bourdain (1956–2018)

- Bourdais, Jules (1835–1915), französischer Architekt
- Bourdais, Patrick (* 1954), französischer Autorennfahrer
- Bourdais, Sébastien (* 1979), französischer Automobilrennfahrer
- Bourdaloue, Louis (1632–1704), französischer Jesuit und Prediger
- Bourdaloue, Paul-Adrien (1798–1868), französischer Ingenieur und Geodät
- Bourde, Hervé (* 1951), französischer Jazzmusiker
- Bourde, Otto de la (1630–1708), Bischof von Gurk (1697–1708)
- Bourdeau, Marc, kanadischer Pianist
- Bourdeaux, Carolyn (* 1970), US-amerikanische Politikerin (Demokratische Partei)
- Bourdeille, Claude de (1606–1663), französischer Adliger und Graf von Montrésor
- Bourdeillette, Jean Adolphe (1901–1981), französischer Diplomat
- Bourdelin, Claude (1621–1699), französischer Chemiker
- Bourdelin, Louis-Claude (1696–1777), französischer Chemiker und Arzt
- Bourdelle, Antoine (1861–1929), französischer Bildhauer und KunstlehrerAntoine Bourdelle (1861–1929)

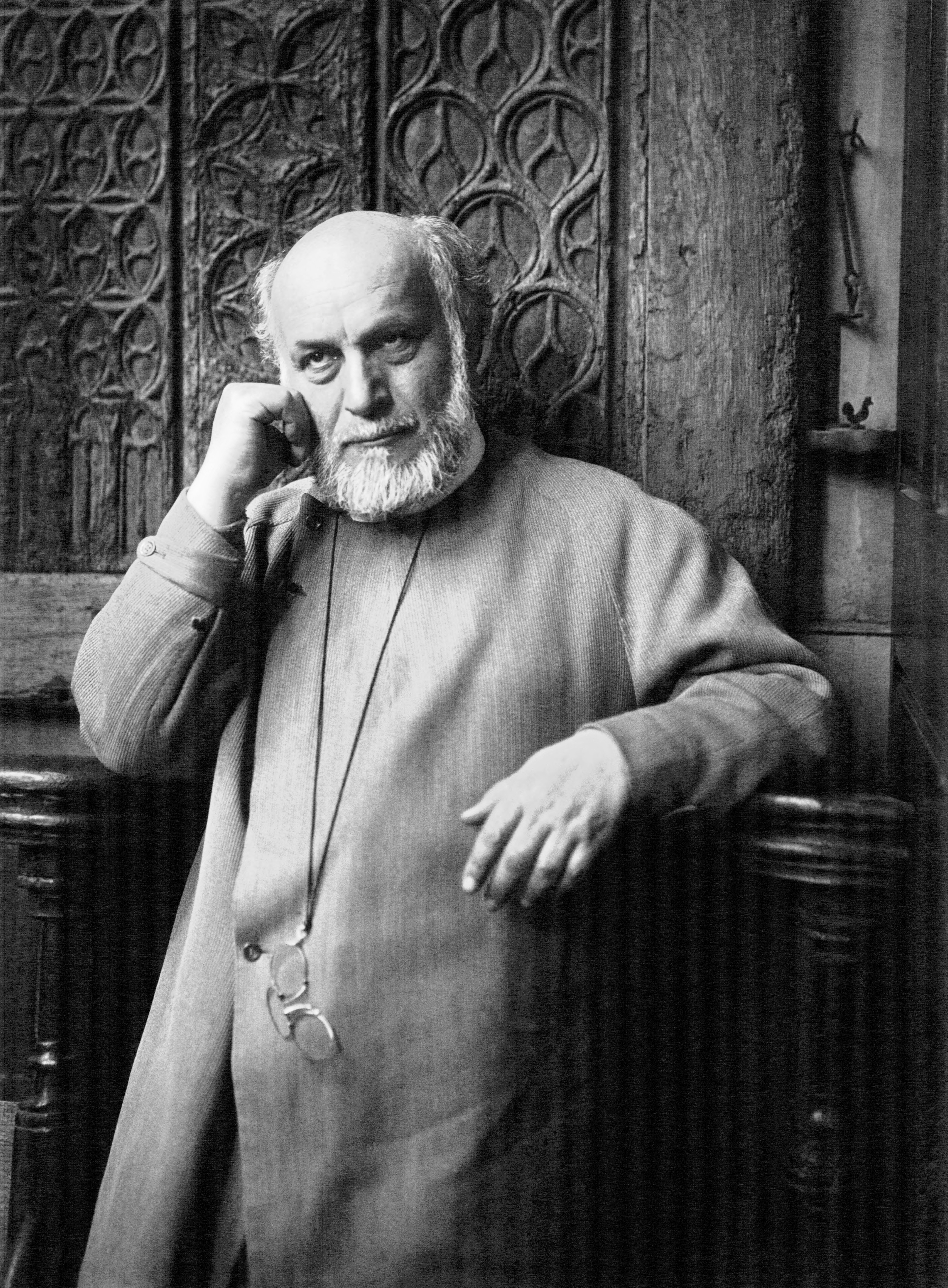
Antoine Bourdelle (1861–1929)

- Bourdelle, Édouard (1876–1960), französischer Tierarzt, Zoologe und Zoodirektor
- Bourdelle, Thomy (1891–1972), französischer Schauspieler und Produktionsleiter
- Bourdellon, Jérôme (* 1956), französischer Improvisationsmusiker und Komponist
- Bourdelot, Pierre (1610–1685), französischer Arzt und Anatom
- Bourdet, Carl Josef Alois (1851–1928), Kunstmaler und Aquarellist
- Bourdginon, Fred (1906–1995), kanadischer Eishockeyspieler
- Bourdiaudhy, Paul (* 1948), belgischer Jazzmusiker
- Bourdichon, Jean (1457–1521), französischer Maler und Illuminator von Handschriften
- Bourdieu, Emmanuel (* 1965), französischer Schauspieler und Dramaturg
- Bourdieu, Pierre (1930–2002), französischer SoziologePierre Bourdieu (1930–2002)

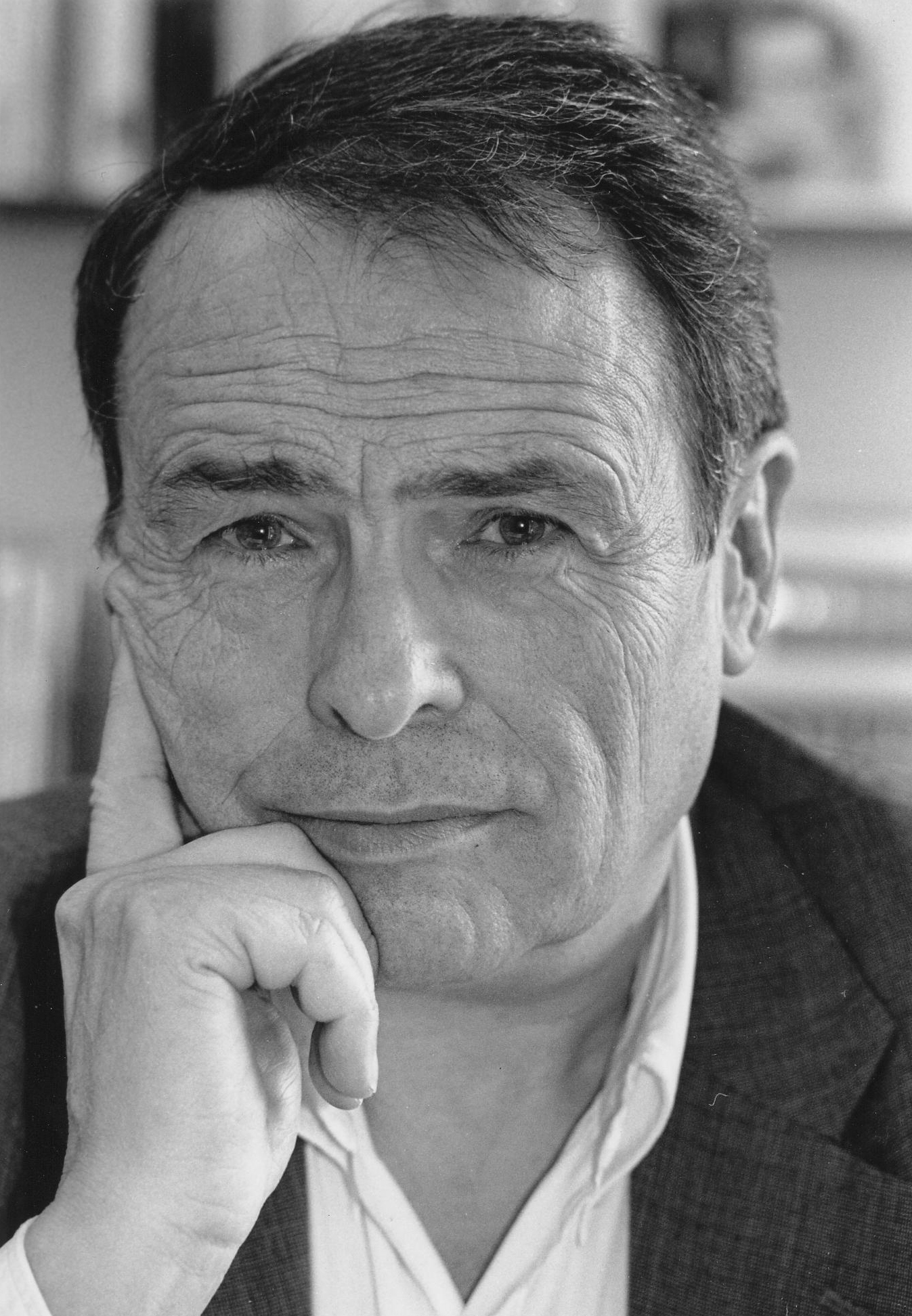
Pierre Bourdieu (1930–2002)

- Bourdillon, Bernard Henry (1883–1948), britischer Kolonialgouverneur und Offizier
- Bourdillon, Tom (1924–1956), britischer Physiker und Bergsteiger
- Bourdin, Frédéric (* 1974), französischer Hochstapler
- Bourdin, Guy (1928–1991), französischer Modefotograf
- Bourdin, Lise (* 1925), französische Schauspielerin und Model
- Bourdin, Paul (1900–1955), deutscher Journalist und Staatssekretär
- Bourdin, Rémi (* 2001), französischer Skilangläufer
- Bourdin, Roger (1923–1976), französischer Flötist und Musikpädagoge
- Bourdo, Sacha (* 1962), französischer Schauspieler
- Bourdoiseau, Christophe (* 1967), französischer Chansonnier
- Bourdon, Benjamin (1860–1943), französischer Psychologe
- Bourdon, Charles (1847–1933), französischer Ingenieur und Offizier der Ehrenlegion
- Bourdon, Christophe (* 1970), französischer Schwimmer
- Bourdon, David (1934–1998), US-amerikanischer Journalist, Kunstkritiker und Buchautor
- Bourdon, Didier (* 1959), französischer Schauspieler, Drehbuchautor und Regisseur
- Bourdon, Émile (1884–1974), französischer Organist und Komponist
- Bourdon, Eugène (1808–1884), französischer Uhrmacher, Ingenieur und Erfinder
- Bourdon, François-Louis (1758–1798), französischer Politiker
- Bourdon, Joseph (1932–2000), französischer Autorennfahrer
- Bourdon, Léonard (1754–1807), französischer Politiker
- Bourdon, Luc (1987–2008), kanadischer Eishockeyspieler
- Bourdon, Marc-André (* 1989), kanadischer Eishockeyspieler, -trainer und -funktionär
- Bourdon, Marilou (* 1990), kanadische Sängerin
- Bourdon, Pierre (* 1946), französischer Parfümeur
- Bourdon, Rob (* 1979), US-amerikanischer SchlagzeugerRob Bourdon (* 1979)

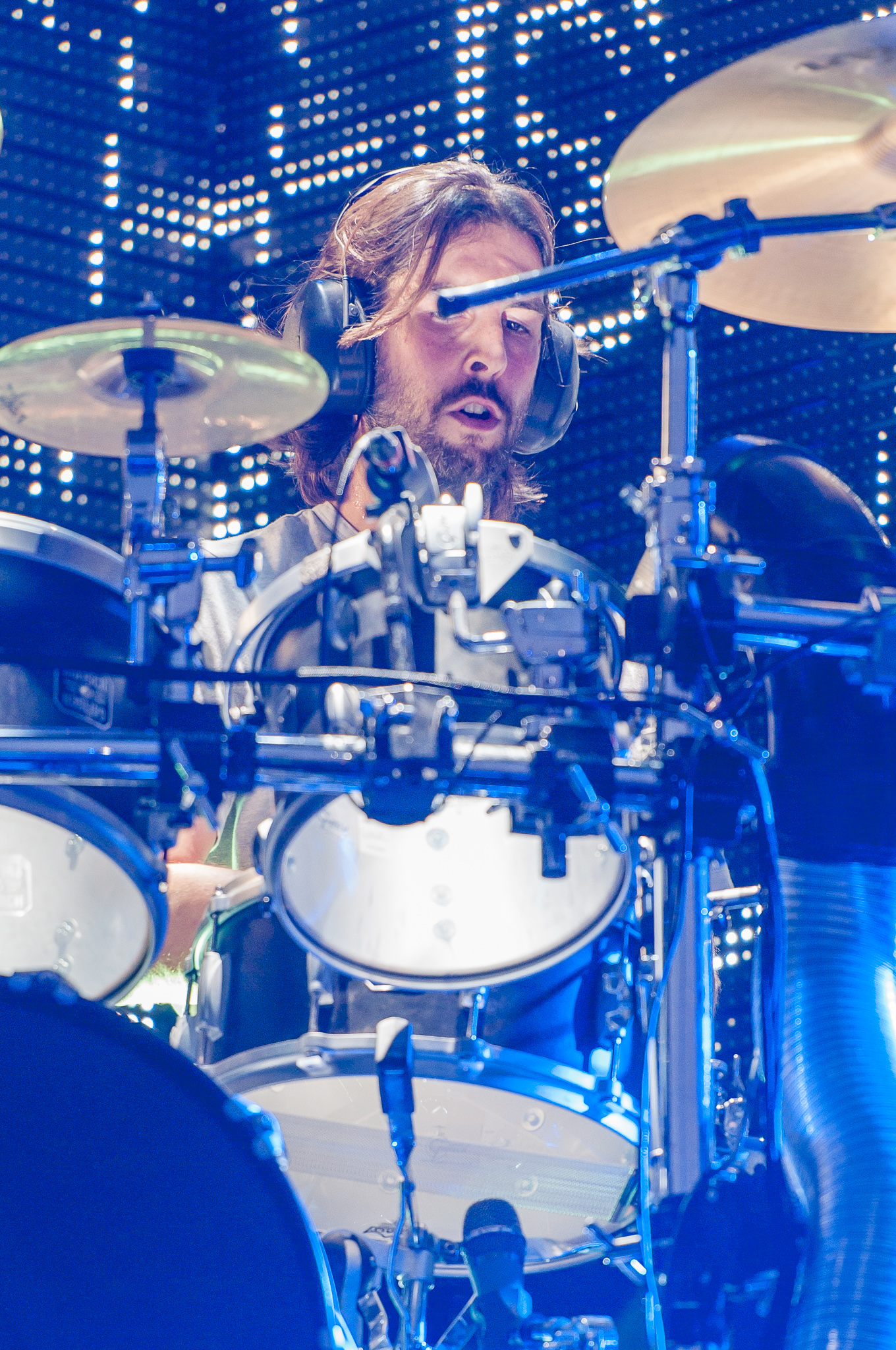
Rob Bourdon (* 1979)

- Bourdon, Rosario (1885–1961), kanadischer Cellist, Dirigent, Komponist und Arrangeur
- Bourdon, Samuel (1631–1688), Bürgermeister von Kassel
- Bourdon, Sébastien (1616–1671), französischer Maler
- Bourdoncle, François (* 1964), französischer Ingenieur
- Bourdoncle, Serge (1936–2020), französischer Fußballspieler
- Bourdonnec, Sandra (* 1985), französische Theater-, Kinoschauspielerin und Sängerin
- Bourdos, Gilles (* 1963), französischer Filmregisseur, Drehbuchautor und Filmproduzent
- Bourdot, Hubert (1861–1937), französischer Geistlicher, Botaniker und Mykologe
- Bourdouxhe, Madeleine (1906–1996), belgische Schriftstellerin
- Bourdow, Stephen (* 1966), US-amerikanischer Segler
- Bourdy, Grégory (* 1982), französischer Golfspieler
- Bourdy, Hubert (1957–2014), französischer Springreiter

### Boure
- Boureau, Édouard (1913–1999), französischer Botaniker und Paläobotaniker
- Boureau-Deslandes, André-François (1689–1757), französischer Adeliger, Schriftsteller, Philosoph
- Bourebbou, Abdelmajid (* 1951), algerischer Fußballspieler
- Boureille, Celeste (* 1994), US-amerikanische Fußballspielerin
- Boureima, Abdallah (* 1954), nigrischer Manager und Politiker
- Boureïma, Ada (* 1945), nigrischer Pädagoge und Schriftsteller
- Boureima, Boubacar (* 1950), nigrischer Maler und Szenenbildner
- Boureima, Boubacar (* 1958), nigrischer Diplomat
- Boureima, Moumouni (* 1952), nigrischer General, Politiker und Diplomat
- Bourekba, Moumen (* 1988), algerischer Diskuswerfer
- Bourel, Dominique (* 1952), französischer Historiker, Philosoph, Religionswissenschaftlern und Hochschullehrer
- Bourel, Franz Everhard (1803–1871), deutscher Genre- und Porträtmaler
- Bourelly, Bibi (* 1994), deutsch-amerikanische Sängerin und SongwriterinBibi Bourelly (* 1994)

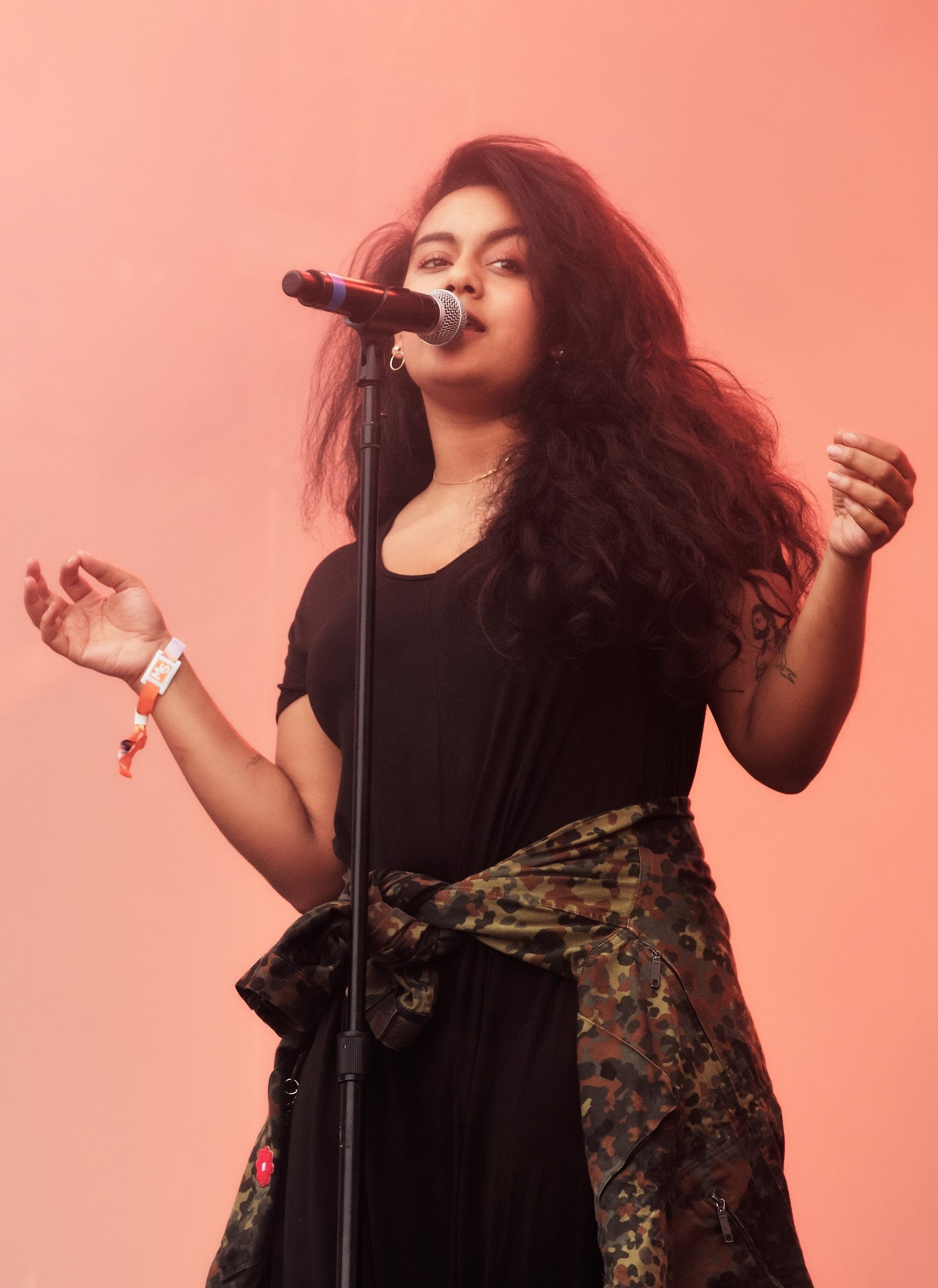
Bibi Bourelly (* 1994)

- Bourelly, Jean-Paul (* 1960), US-amerikanischer Jazz-, Rock-, Bluesgitarrist, Weltmusiker

### Bourf
- Bourfeind, Paul (1886–1968), deutscher Lehrer und Autor

### Bourg
- Bourg, Anne (* 1987), luxemburgische Fußballspielerin
- Bourg, Caroline (* 1980), französische Schauspielerin und Synchronsprecherin
- Bourg, Ian Jon (* 1960), US-amerikanischer Opernsänger (Tenor) und Musicaldarsteller
- Bourg, Marianne, luxemburgisch-französisch-US-amerikanische Schauspielerin, Synchronsprecherin, Filmproduzentin und Drehbuchautorin
- Bourg-Broc, Bruno (* 1945), französischer Politiker
- Bourgade, Peter (1845–1908), französischer Geistlicher
- Bourgain, Jean (1954–2018), belgischer Mathematiker
- Bourgain, Mickaël (* 1980), französischer Radrennfahrer
- Bourgain, Olivier (* 1968), französischer Basketballspieler
- Bourgarel, Gérard (1931–2012), Schweizer Kaffeehändler, Politiker und Autor
- Bourgarel, Rudy (* 1965), französischer Basketballspieler
- Bourgasoff, Fédote (1890–1945), russischer Kameramann
- Bourgault, Justin (* 2005), französischer Fußballspieler
- Bourgault, Thomas (* 1979), französischer Snowboarder
- Bourgault-Ducoudray, Louis-Albert (1840–1910), französischer Komponist
- Bourgeade, Pierre (1927–2009), französischer Journalist, Fotograf und Schriftsteller
- Bourgeat, Pierrick (* 1976), französischer Skirennläufer
- Bourgeau, Eugène (1813–1877), französischer Naturforscher
- Bourgeault, Cynthia (* 1947), US-amerikanische Priesterin der episkopalen anglikanischen KircheCynthia Bourgeault (* 1947)

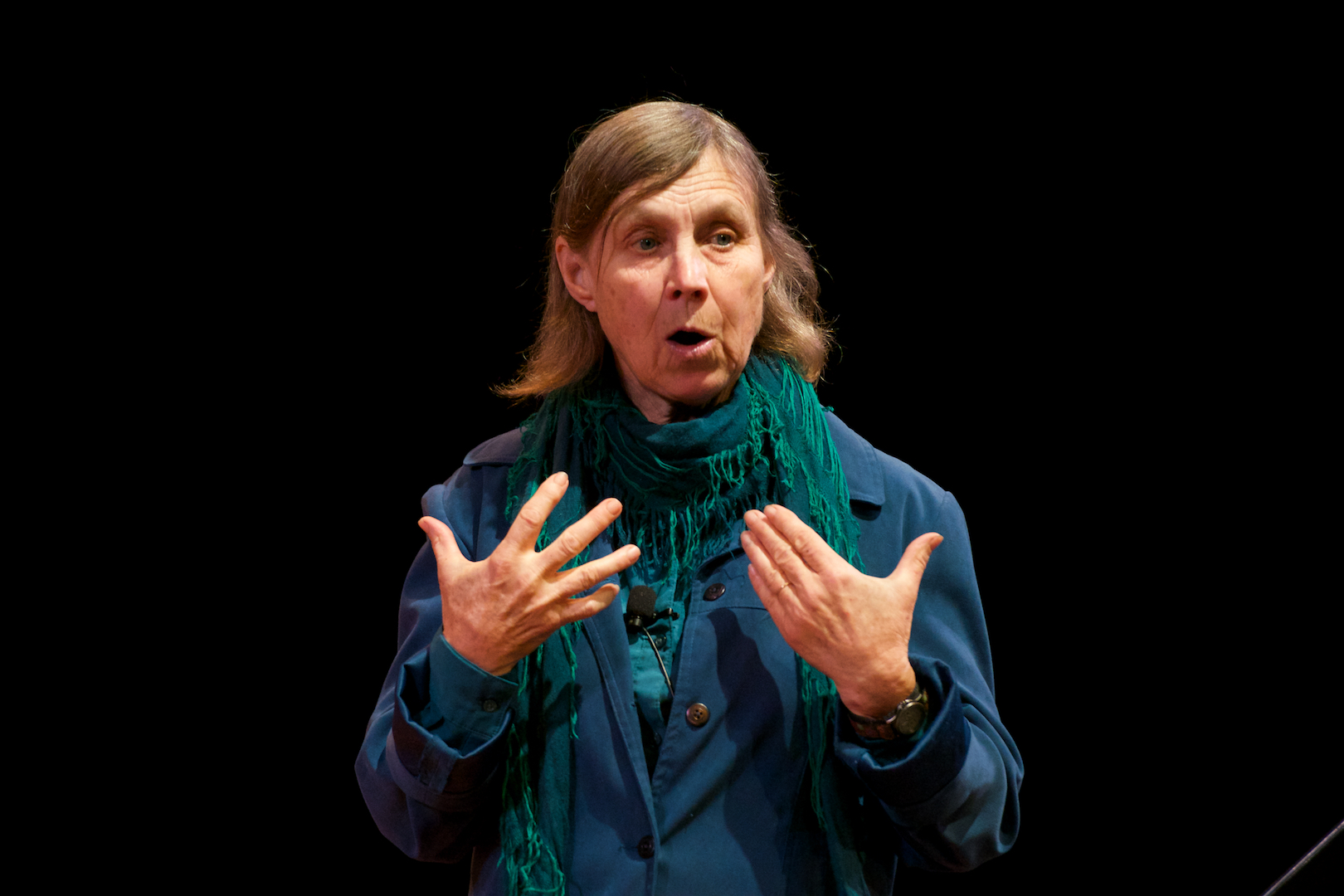
Cynthia Bourgeault (* 1947)

- Bourgelat, Claude (1712–1779), französischer Autor von Fachbüchern zur Hippologie
- Bourgeois, Amandine (* 1979), französische Popsängerin
- Bourgeois, Célia (* 1983), französische Skilangläuferin
- Bourgeois, Charles Guillaume Alexandre (1759–1832), französischer Maler und Physiker
- Bourgeois, Charlie (1919–2014), US-amerikanischer Jazz-Musikveranstalter, -manager und -produzent
- Bourgeois, Conrad (1855–1901), Schweizer Forstwissenschaftler
- Bourgeois, Derek (1941–2017), britischer Komponist und Dozent
- Bourgeois, Émile (1857–1934), französischer Historiker
- Bourgeois, Emmanuel-David (1803–1865), Schweizer Politiker (FDP)
- Bourgeois, Francis (1756–1811), englischer Maler und Kunsthändler
- Bourgeois, Geert (* 1951), belgischer Rechtsanwalt und Politiker der Nieuw-Vlaamse Alliantie (N-VA)
- Bourgeois, Jacques (* 1958), Schweizer Politiker (FDP)
- Bourgeois, Jean-Louis Goldwater (1940–2022), US-amerikanischer Autor, Menschenrechts-Aktivist und Multimillionär
- Bourgeois, Joël (* 1971), kanadischer Hindernisläufer
- Bourgeois, Léon (1851–1925), französischer Jurist und Staatsmann
- Bourgeois, Louise (1911–2010), französisch-US-amerikanische Bildhauerin und MalerinLouise Bourgeois (1911–2010)

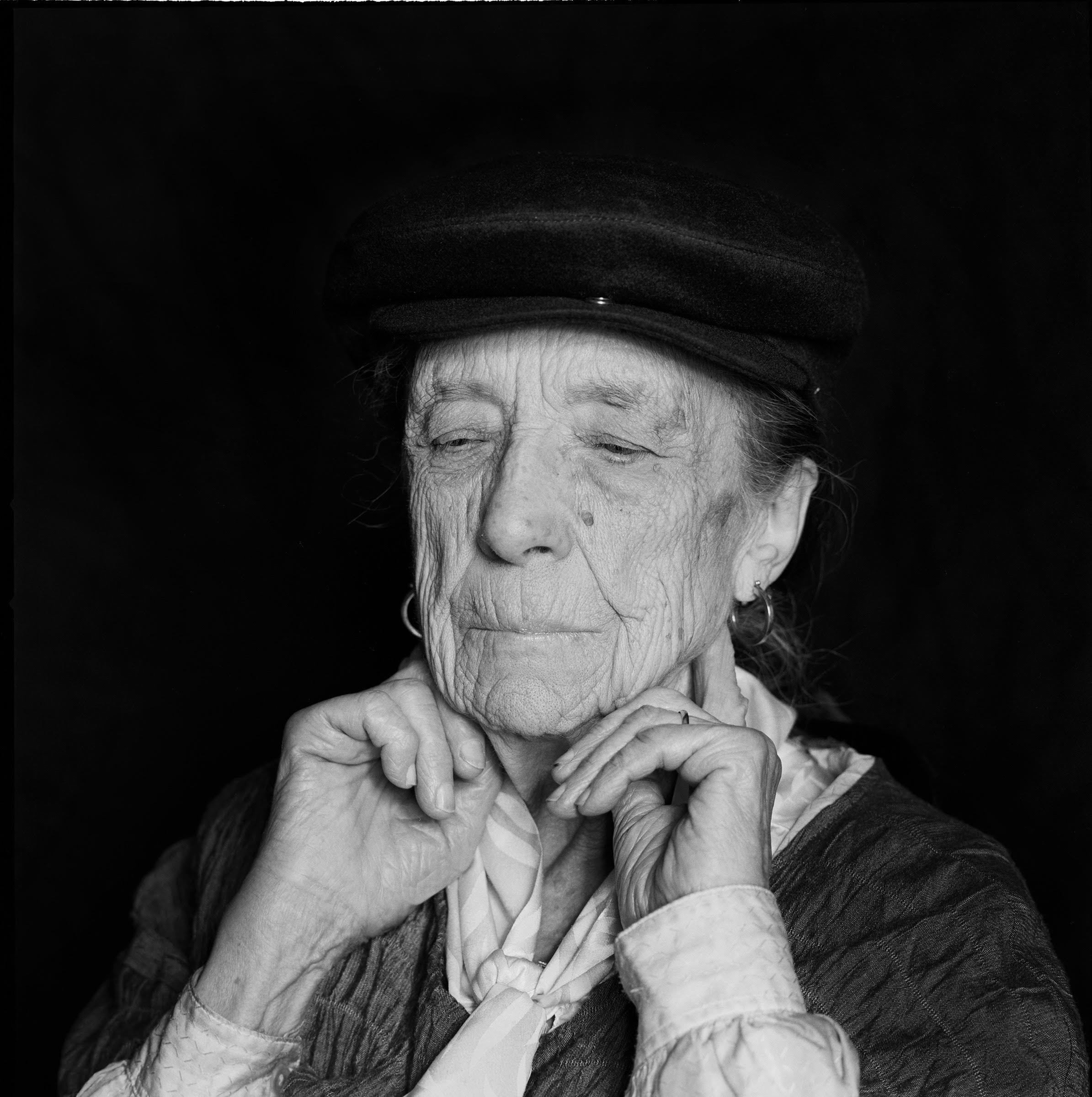
Louise Bourgeois (1911–2010)

- Bourgeois, Louyse (1563–1636), französische Hebamme am Königshof und Vorreiterin in der Geburtshilfe
- Bourgeois, Loys, französischer Komponist und Mitarbeiter am Genfer Psalter
- Bourgeois, Maxime (* 1991), französischer Fußballspieler
- Bourgeois, Paul (1898–1974), belgischer Astronom
- Bourgeois, Pierre (1897–1971), Schweizer Bibliotheksdirektor
- Bourgeois, Pierre (1898–1976), belgischer Dichter
- Bourgeois, Robert (1857–1945), französischer Geograph
- Bourgeois, Roy (* 1938), römisch-katholischer Priester, Friedensaktivist, Gründer der School of the Americas Watch
- Bourgeois, Thibaut (* 1990), französischer Fußballspieler
- Bourgeois, Thomas-Louis (1676–1750), französischer Komponist und Sänger des Barock
- Bourgeois, Vera (* 1961), deutsche Künstlerin
- Bourgeois, Victor (1897–1962), belgischer Architekt und Stadtplaner
- Bourgeois-Pin, Élodie (* 1982), französische Skilangläuferin
- Bourgeon, François (* 1945), französischer Comic-Autor und Zeichner
- Bourgeoys, Margareta (1620–1700), Heilige der Römisch-katholischen Kirche
- Bourger, Helmut (1929–1989), deutscher Bildhauer
- Bourger, Joseph (* 1842), Landtagsabgeordneter
- Bourgery, Jean Marc (1797–1849), französischer Anatom
- Bourges, Béatrice (* 1960), französische Unternehmensberaterin, Publizistin und Aktivistin
- Bourges, Élémir (1852–1925), französischer Schriftsteller
- Bourges, Yvon (1921–2009), französischer Politiker, Mitglied der Nationalversammlung
- Bourgès-Maunoury, Maurice (1914–1993), französischer Politiker und Ministerpräsident
- Bourget, Ignace (1799–1885), kanadischer Geistlicher, römisch-katholischer Bischof von Montréal
- Bourget, Paul (1852–1935), französischer Dichter und Kritiker
- Bourghani, Ahmad (1959–2008), iranischer Politiker und Journalist
- Bourgin, Thomas (1986–2013), französischer Motorradrennfahrer
- Bourgine, Élizabeth (* 1957), französische SchauspielerinÉlizabeth Bourgine (* 1957)

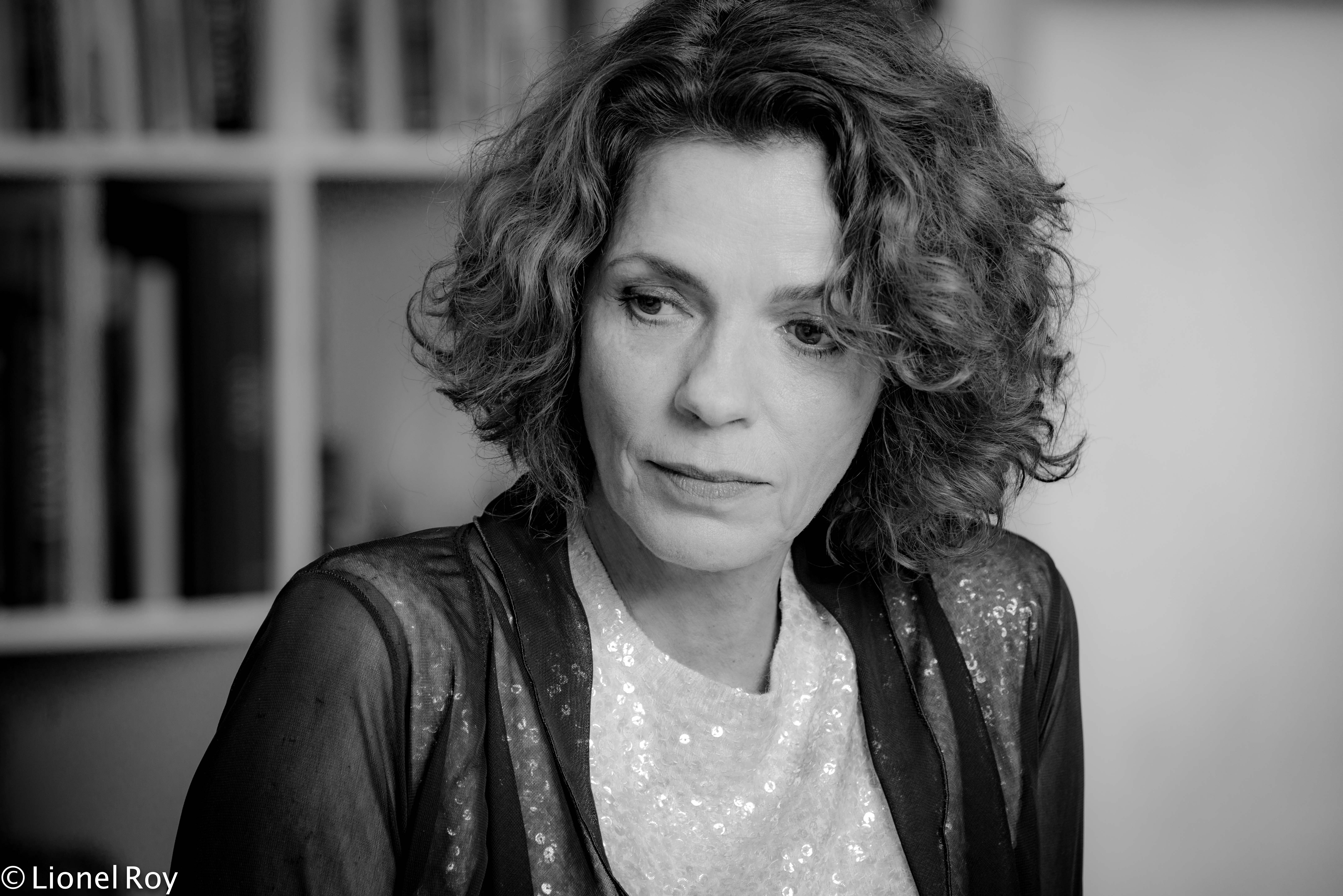
Élizabeth Bourgine (* 1957)

- Bourgine, Maurice (1879–1963), französischer Kolonialbeamter
- Bourgknecht, Jean (1902–1964), Schweizer Politiker (KCV)
- Bourgne, Marc (* 1967), französischer Comicautor und -zeichner
- Bourgnon, Laurent (* 1966), französisch-schweizerischer Langstrecken-Rekordsegler
- Bourgnon, Yvan (* 1971), französisch-schweizerischer Abenteurer, Rekordsegler
- Bourgogne, Adrien (1785–1867), französischer Sergent der Napoleonischen Kriege
- Bourgogne, Nicolas de (1586–1649), Staatsmann, Historiker, Dichter und Rechtswissenschaftler
- Bourgoignie, Claude (* 1945), belgischer Autorennfahrer
- Bourgoin, Anaïs (* 1996), französische Mittelstreckenläuferin
- Bourgoin, Jean (1913–1991), französischer Kameramann
- Bourgoin, Louise (* 1981), französische SchauspielerinLouise Bourgoin (* 1981)

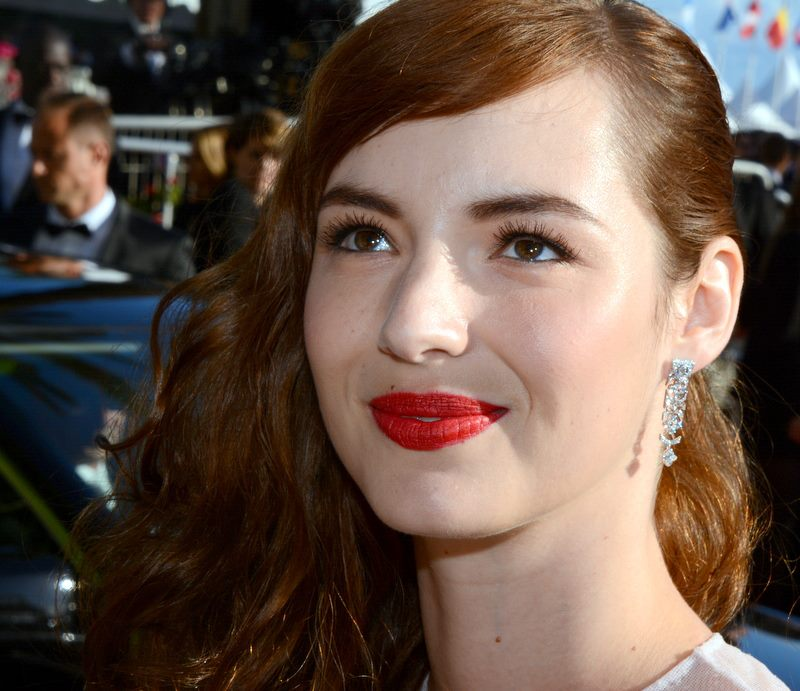
Louise Bourgoin (* 1981)

- Bourgoing, Héctor De (1934–1993), argentinisch-französischer Fußballspieler
- Bourgoing, Inès de (1862–1953), französische Krankenschwester
- Bourgoing, Jacques (* 1543), französischer Romanist und Etymologe
- Bourgoing, Jean de (1877–1968), französisch-österreichischer Schriftsteller
- Bourgoing, Jean-François de (1748–1811), französischer Diplomat und Schriftsteller
- Bourgoing, Paul-Charles-Amable de (1791–1864), französischer Diplomat und Schriftsteller
- Bourgois, Élie (1881–1946), französischer Turner
- Bourgon, Robert (* 1956), kanadischer Geistlicher und römisch-katholischer Bischof von Hearst-Moosonee
- Bourgougnoux, Joseph (1878–1969), französischer Turner
- Bourgue, Mathias (* 1994), französischer Tennisspieler
- Bourgueil, Jean-Claude (* 1947), französischer Koch
- Bourguel, Maurice (1893–1932), französischer Chemiker
- Bourguet, Louis (1678–1742), Schweizer Paläontologe, Geologe, Mathematiker und Philosoph
- Bourguet, Pierre du (1910–1988), französischer Ägyptologe und Kunsthistoriker
- Bourguiba, Habib (1903–2000), tunesischer StaatspräsidentHabib Bourguiba (1903–2000)

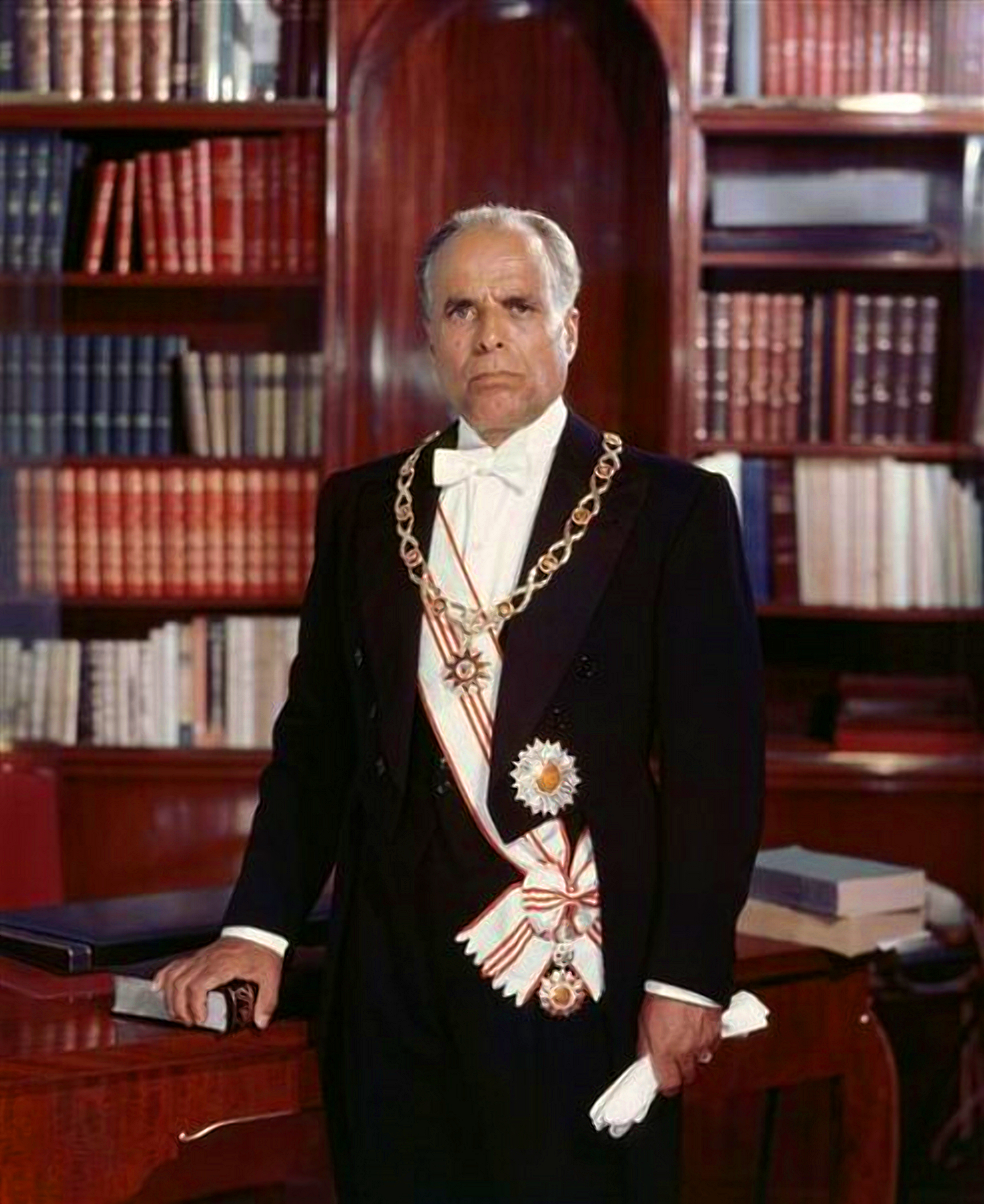
Habib Bourguiba (1903–2000)

- Bourguiba, Habib jr. (1927–2009), tunesischer Politiker und Diplomat
- Bourguignat, Jules René (1829–1892), französischer Malakologe
- Bourguignon d’Anville, Jean-Baptiste (1697–1782), französischer Geograph
- Bourguignon, Brigitte (* 1959), französische Politikerin
- Bourguignon, Edouard (* 1887), belgischer Tauzieher
- Bourguignon, Erika (1924–2015), US-amerikanische Anthropologin und Ethnopsychologin österreichischer Herkunft
- Bourguignon, Fabrizio (* 1976), brasilianischer Biathlet
- Bourguignon, Jean-Pierre (* 1947), französischer Mathematiker
- Bourguignon, José (1929–1982), belgischer Jazzmusiker
- Bourguignon, Julien (* 1984), französischer Snowboarder
- Bourguignon, Serge (* 1928), französischer Filmregisseur und Drehbuchautor
- Bourguignon, Thierry (* 1962), französischer Radrennfahrer

### Bourh
- Bourhane, Nourdine (* 1958), komorischer Politiker und Vizepräsident

### Bouri
- Bouriakov, Denis (* 1981), russischer Flötist
- Bouriant, Urbain (1849–1903), französischer Ägyptologe, Archäologe, Direktor des Institut français d’archéologie orientale du Caire (IFAO)
- Bouriat, Guy (1902–1933), französischer Autorennfahrer
- Bourier, Hermann (1871–1949), deutscher Benediktiner
- Bourifa, Migidio (* 1969), italienischer Marathonläufer
- Bourigeaud, Benjamin (* 1994), französischer Fußballspieler
- Bourignon, Antoinette (1616–1680), belgische Mystikerin und Separatistin
- Bourillon, Grégory (* 1984), französischer Fußballspieler
- Bourillon, Nathalie (* 1965), französische Skibergsteigerin
- Bourillon, Paul (1877–1942), französischer Radrennfahrer
- Bouris, Georg Constantin (1802–1860), griechisch-österreichischer Astronom, erster Direktor der Athener Sternwarte
- Bourita, Nasser (* 1969), marokkanischer Politiker und Außenminister

### Bourj
- Bourjade, Hervé (* 1965), französischer Autorennfahrer
- Bourjaily, Vance (1922–2010), US-amerikanischer Journalist, Schriftsteller, Verfasser von Theaterstücken und TV-Episoden

### Bourk
- Bourke, Ciarán (1935–1988), irischer Folk-Musiker und Gründungsmitglied der Dubliners
- Bourke, Daniel (1886–1952), irischer Politiker (Fianna Fáil)
- Bourke, Dermot, 7. Earl of Mayo (1851–1927), britisch-irischer Peer, Politiker und Offizier
- Bourke, Eoin (1939–2017), irischer Germanist und Übersetzer
- Bourke, Eva (* 1946), deutsche Schriftstellerin und Übersetzerin
- Bourke, Fiona (* 1988), neuseeländische Ruderin
- Bourke, Jamie (* 1991), australischer Eishockeyspieler
- Bourke, Jean Raymond (1772–1847), irisch-französischer General der Infanterie
- Bourke, John Gregory (1843–1896), US-amerikanischer Soldat und Ethnologe
- Bourke, Paddy, irischer Politiker
- Bourke, Peter (* 1958), australischer Mittelstreckenläufer
- Bourke, Richard (1777–1855), Gouverneur von New South Wales in Australien
- Bourke, Richard, 6. Earl of Mayo (1822–1872), britischer Adliger, Politiker und Staatsmann
- Bourke, Rick (1953–2006), australischer Rugby-League-Spieler
- Bourke, Robert, 1. Baron Connemara (1827–1902), britischer Politiker und Kolonialbeamter
- Bourke, Séamus (1893–1967), irischer Politiker (Sinn Féin, Cumann na nGaedheal und Fine Gael)
- Bourke-White, Margaret (1904–1971), US-amerikanische Fotoreporterin
- Bourkel, Triny (1927–2019), luxemburgische Hochspringerin

### Bourl
- Bourla, Albert (* 1961), griechischer Geschäftsmann und TierarztAlbert Bourla (* 1961)

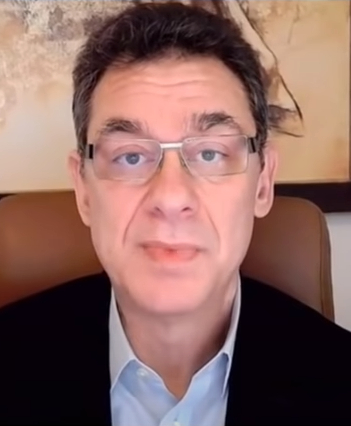
Albert Bourla (* 1961)

- Bourland, Benjamin Parsons (1870–1943), US-amerikanischer Romanist und Hispanist
- Bourland, Caroline Brown (1871–1956), US-amerikanische Romanistin und Hispanistin
- Bourland, Cliff (1921–2018), US-amerikanischer Sprinter und Olympiasieger
- Bourlanges, Jean-Louis (* 1946), französischer Politiker, MdEP und Essayist
- Bourlard, Antoine (1826–1899), belgischer Maler der Historienbilder, Landschaften und Genreszenen, sowie Radierer und Bildhauer
- Bourlemont, François d’Anglure de († 1711), französischer Geistlicher
- Bourlémont, Thomas de († 1353), französischer Bischof
- Bourlès, Redwan (* 2003), französischer Fußballspieler
- Bourlet, Johannes († 1695), deutscher Glockengießer
- Bourlier, Edmond (1895–1936), französischer Autorennfahrer
- Bourlon, Albert (1916–2013), französischer Radrennfahrer
- Bourloton, Edgar (1844–1914), französischer Historiker und Verleger

### Bourm
- Bourmer, Horst (1920–2001), deutscher Mediziner
- Bourmont, Louis-Auguste-Victor de Ghaisnes de (1773–1846), französischer General, Kriegsminister, Marschall von Frankreich, Pair von FrankreichLouis-Auguste-Victor de Ghaisnes de Bourmont (1773–1846)

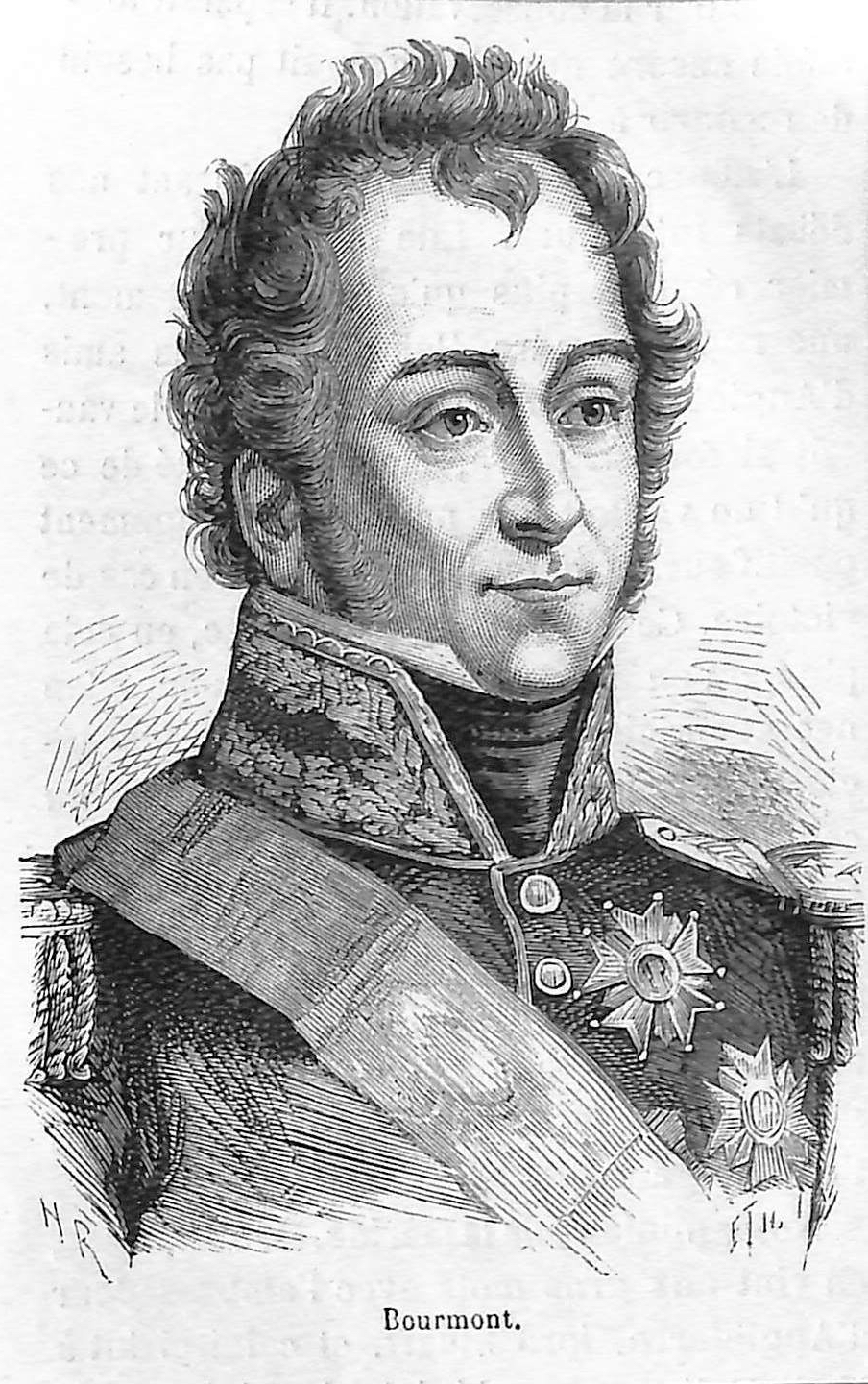
Louis-Auguste-Victor de Ghaisnes de Bourmont (1773–1846)

### Bourn
- Bourn, Augustus O. (1834–1925), US-amerikanischer Politiker
- Bournazel, Henry de (1898–1933), französischer Offizier in Marokko
- Bourne, Adeline (1873–1965), britische Schauspielerin, Suffragette und Philanthropin
- Bourne, Alan (1882–1967), britischer General
- Bourne, Benjamin (1755–1808), britisch-amerikanischer Jurist und Politiker
- Bourne, Bob (* 1954), kanadischer Eishockeyspieler, -trainer und -funktionär
- Bourne, Francis Alphonsus (1861–1935), englischer katholischer Theologe und Kardinal
- Bourne, Geoffrey, Baron Bourne (1902–1982), britischer General und Life Peer
- Bourne, J. L., US-amerikanischer Marineoffizier und Autor
- Bourne, James (* 1983), englischer Musiker
- Bourne, Jeff (1948–2014), englischer Fußballspieler
- Bourne, Jonathan (1855–1940), US-amerikanischer Politiker
- Bourne, JR (* 1970), kanadischer SchauspielerJR Bourne (* 1970)

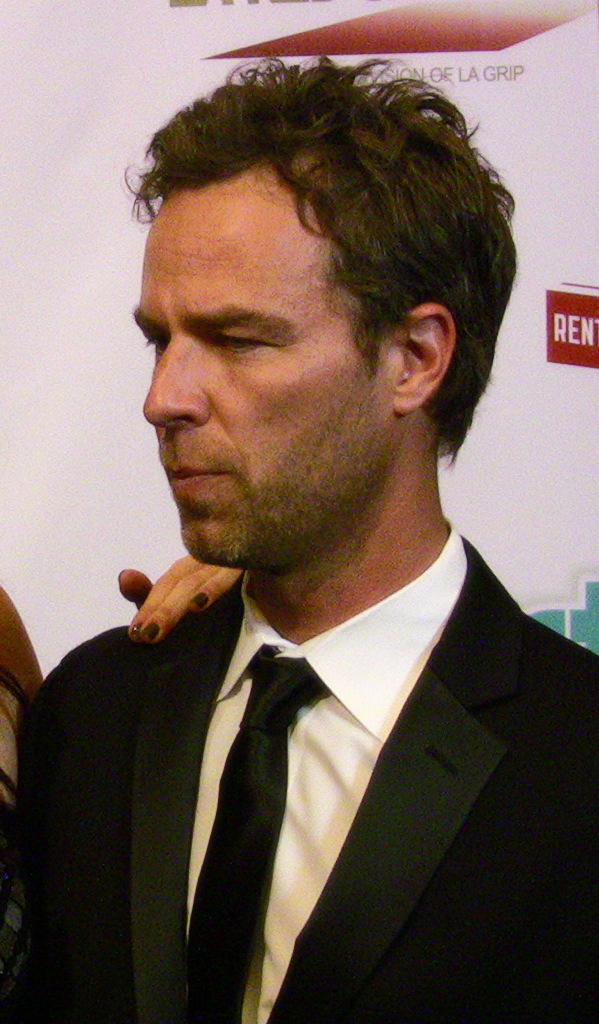
JR Bourne (* 1970)

- Bourne, Kendrick (* 1995), US-amerikanischer American-Football-Spieler
- Bourne, Kenneth (1930–1992), britischer Historiker
- Bourne, Matthew (* 1960), britischer Choreograf
- Bourne, Matthew (* 1977), britischer Jazz- und Improvisationsmusiker (Piano, Komposition)
- Bourne, Mel (1923–2003), US-amerikanischer Filmarchitekt
- Bourne, Michael (1946–2022), US-amerikanischer Musikjournalist und Hörfunkmoderator
- Bourne, Munroe (1910–1992), kanadischer Schwimmer
- Bourne, Nicholas, Baron Bourne of Aberystwyth (* 1952), walisischer Politiker und Life Peer der Conservative Party im House of Lords
- Bourne, Patrick (* 1967), irischer Diplomat
- Bourne, Randolph (1886–1918), US-amerikanischer Publizist
- Bourne, Samuel (1834–1912), englischer Fotograf
- Bourne, Shae-Lynn (* 1976), kanadische Eiskunstläuferin
- Bourne, Shearjashub (1746–1806), US-amerikanischer Politiker
- Bourne, St. Clair (1943–2007), US-amerikanischer Regisseur
- Bourne, Stephen R. (* 1944), britischer Informatiker und Mathematiker
- Bourne, Tri (* 1989), US-amerikanischer Volleyball- und Beachvolleyballspieler
- Bourne, William, englischer Mathematiker, Gastwirt und Autor
- Bourne, William Richmond Postle (1930–2021), britischer Ornithologe
- Bournel, Guillaume de, französischer Adliger, Marschall von Frankreich
- Bourneville, Désiré-Magloire (1840–1909), französischer Neurologe
- Bourniquel, Camille (1918–2013), französischer Schriftsteller, Kunstkritiker und Musikologe
- Bournissen, Chantal (* 1967), Schweizer Skirennfahrerin
- Bournival, Michaël (* 1992), kanadischer Eishockeyspieler
- Bournon, Jacques Louis de (1751–1825), französischer Mineraloge
- Bournonville, Alexandre de (1616–1690), französischer Feldmarschall und Vizekönig
- Bournonville, Alexandre I. de (1585–1656), französisch-niederländischer Adliger, Diplomat und Militär, Gouverneur von Lille
- Bournonville, Ambroise-François de († 1693), französischer Adliger und Militär, Gouverneur von Paris
- Bournonville, August (1805–1879), dänischer Tänzer und Choreograf
- Bournonville, Charlotte (1832–1911), dänische Opernsängerin und Schauspielerin
- Bournot, Konrad (1887–1977), deutscher Apotheker
- Bournoud-Schorp, Marguerite (1909–1997), Schweizer Grafikerin und Künstlerin
- Bournoutian, George (1943–2021), iranisch-US-amerikanischer Historiker
- Bourns, Frank Swift (1866–1935), US-amerikanischer Ornithologe
- Bournye, Alfred (* 1825), deutscher Historien- und Porträtmaler sowie Lithograf der Düsseldorfer Schule
- Bournye, Gustav (1823–1858), deutscher Verwaltungsbeamter

### Bouro
- Bouro, Simeon (* 1959), salomonischer Politiker, Abgeordneter, Minister und Botschafter
- Bourotte, Auguste (1853–1943), belgischer Genremaler
- Bourotte, Mélanie (1834–1890), französische Schriftstellerin
- Bourotte, Paul (1876–1935), französischer Radrennfahrer
- Bourouaha, Soumya (* 1964), französische Politikerin
- Bourouissa, Mohamed (* 1978), algerisch-französischer Fotograf und Künstler
- Bourousis, Ioannis (* 1983), griechischer Basketballspieler
- Bouroyen, Amina (* 1994), österreichische Jazzsängerin

### Bourq
- Bourquain, Klaus (1938–2023), deutscher Autor sowie Fremdenlegionär
- Bourquard, Claude (* 1937), französischer Degenfechter
- Bourque, Chris (* 1986), US-amerikanisch-kanadischer Eishockeyspieler
- Bourque, François (* 1984), kanadischer Skirennläufer
- Bourque, Gabriel (* 1990), kanadischer Eishockeyspieler
- Bourque, Phil (* 1962), US-amerikanischer Eishockeyspieler
- Bourque, Pierre (* 1942), kanadischer Politiker und Landschaftsarchitekt
- Bourque, Ray (* 1960), kanadischer EishockeyspielerRay Bourque (* 1960)

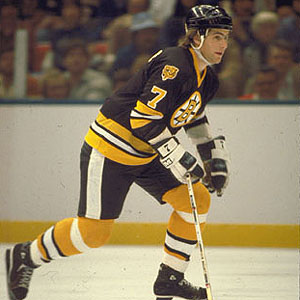
Ray Bourque (* 1960)

- Bourque, René (* 1981), kanadischer Eishockeyspieler
- Bourque, Ryan (* 1991), US-amerikanischer Eishockeyspieler
- Bourqueney, François-Adolphe de (1799–1869), französischer Diplomat, Gesandter und Politiker
- Bourquenoud, Pierre (* 1969), Schweizer Radrennfahrer
- Bourquin, Alphonse (1802–1837), Schweizer Aufständischer
- Bourquin, Carole, Pharmakologin und Hochschullehrerin
- Bourquin, Christian (1954–2014), französischer Politiker (PS), Mitglied der Nationalversammlung
- Bourquin, Daniel (1945–2023), Schweizer Arzt und Jazzmusiker
- Bourquin, Elisabeth (1930–1995), Schweizer Art-brut-Künstlerin und Autorin
- Bourquin, Fritz (1916–1978), Schweizer Politiker (SP)
- Bourquin, George M. (1863–1958), US-amerikanischer Jurist
- Bourquin, Hans (1914–1998), Schweizer Ruderer
- Bourquin, Irène (* 1950), Schweizer Schriftstellerin und Herausgeberin

### Bourr
- Bourrada, Larbi (* 1988), algerischer Leichtathlet
- Bourrat, Roger Joseph (1927–1991), französischer römisch-katholischer Geistlicher und Bischof von Rodez
- Bourreau, Bernard (* 1951), französischer Radrennfahrer
- Bourret, Caprice (* 1971), US-amerikanisches Fotomodell, Moderatorin und Schauspielerin
- Bourret, Christophe (* 1967), französischer Autorennfahrer und Unternehmer
- Bourret, Joseph (1802–1859), kanadischer Politiker und Rechtsanwalt
- Bourret, Joseph-Christian-Ernest (1827–1896), französischer Kardinal und Bischof
- Bourret, Philippe (* 1979), kanadischer Badmintonspieler
- Bourret, René Léon (1884–1957), französischer Herpetologe und Geologe
- Bourret, Victor (1877–1949), französischer Offizier, General
- Bourriaud, Nicolas (* 1965), französischer Kurator und Theoretiker
- Bourrienne, Louis Antoine Fauvelet de (1769–1834), französischer Diplomat und Politiker
- Bourrit, Albert (1878–1967), Schweizer Architekt
- Bourrit, Henri (1841–1890), Schweizer Architekt
- Bourrit, Marc-Théodore (1739–1819), Schweizer Autor und Bergsteiger

### Bours
- Bours, Johannes (1913–1988), deutscher römisch-katholischer Theologe und Schriftsteller
- Bours, Louise (* 1968), britische Politikerin (UKIP) und Schauspielerin
- Boursault, Edmé (1638–1701), französischer Dramatiker und Schriftsteller
- Bourscheid, Johann Ludwig von (1763–1836), deutscher Rittergutsbesitzer, Offizier und Landtagsabgeordneter Waldeck
- Bourscheid, Karl (1915–1997), deutscher Politiker (CDU), MdL
- Bourscheidt zu Büllesheim und Merödgen, Johann Wilhelm von (1728–1784), Domherr in Münster
- Bourscheidt zu Burgbrohl, Friedrich Ludwig von (1757–1835), Domherr in Münster und Hildesheim
- Bourscheidt, Franz von (1860–1941), deutscher Rittergutsbesitzer und preußischer Landrat
- Bourscheidt, Friedrich von (1816–1885), deutscher Rittergutsbesitzer und Parlamentarier
- Bourseaux, Alfred (* 1928), belgischer Unternehmer
- Bourseiller, Antoine (1930–2013), französischer Regisseur und Schauspieler
- Bourseul, Charles (1829–1912), französischer Erfinder, erarbeitete den ersten Vorschlag zur elektrischen Sprachübertragung
- Boursier, Catherine (* 1953), französische Politikerin (PS), Bürgermeisterin und MdEP
- Boursin, Charles (1901–1971), französischer Insektenforscher
- Boursse, Esaias (1631–1672), holländischer Maler

### Bouru
- Bouru, Pierre (1928–2023), Schweizer Jazzmusiker (Schlagzeug)

### Bourv
- Bourvallais, Paul Poisson de († 1718), französischer Finanzmann
- Bourvil (1917–1970), französischer SchauspielerBourvil (1917–1970)

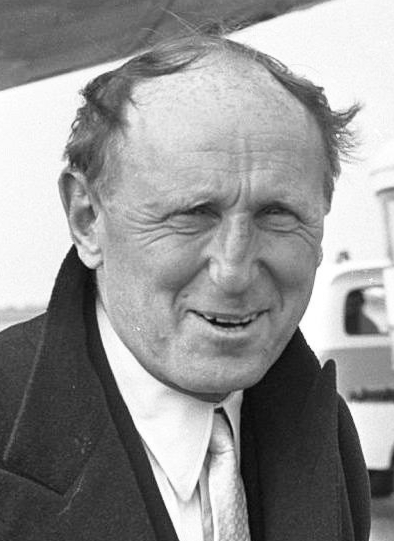
Bourvil (1917–1970)

### Bourw
- Bourwieg, Ernst Bruno (1865–1944), deutscher Politiker

### Boury
- Boury, Tim (* 1983), belgischer Koch

### Bourz
- Bourzai, Bernadette (* 1945), französische Politikerin (Parti socialiste), MdEP und Lehrerin
- Bourzat, Fabian (* 1980), französischer Eiskunstläufer
- Bourzeis, Amable (1606–1672), französischer Gelehrter und Literat, Zuarbeiter von Richelieu, Mazarin und Colbert